# Serie A 2016-2017
La Serie A 2016-2017 è stata la 115ª edizione della massima serie del campionato italiano di calcio (l'85ª a girone unico), disputata tra il 20 agosto 2016 e il 28 maggio 2017 e conclusa con la vittoria della Juventus, al suo trentatreesimo titolo, il sesto consecutivo.
Capocannoniere del torneo è stato Edin Džeko (Roma) con 29 reti.

## Stagione
Il campionato è iniziato nel fine settimana del 20 e 21 agosto 2016 e si è concluso il 28 maggio 2017. Si sono disputati 3 turni infrasettimanali: il 21 settembre, il 26 ottobre e il 22 dicembre 2016. Il torneo ha osservato turni di sosta domenicali il 4 settembre, il 9 ottobre, il 13 novembre 2016 e il 26 marzo 2017 (per gli impegni della nazionale nelle qualificazioni ai Mondiali 2018). La pausa natalizia ha interessato il periodo dal 23 dicembre al 7 gennaio, mentre non si è disputato il turno infrasettimanale dell'Epifania, contrariamente alla stagione precedente.
Per quel che riguarda le società da segnalare l'esordio del Crotone, neopromosso dal campionato cadetto; un'ulteriore novità è stata l'introduzione della moviola in campo a partire dal mese di ottobre, ovvero dalla 7ª giornata, sia pur in via totalmente sperimentale e senza alcun effetto sulle decisioni arbitrali.

### Calciomercato

#### Sessione estiva
La Juventus campione uscente segna le operazioni più importanti del mercato estivo: a fronte della cessione-record di Pogba al Manchester Utd per 105 milioni di euro — all'epoca il più oneroso trasferimento nella storia del calcio —, e della decisione del Real Madrid di esercitare la recompra su Morata, arrivano a rinforzare la retroguardia della Vecchia Signora lo svincolato Dani Alves, ex Barcellona, e Benatia dal Bayern Monaco, mentre dalle rivali Roma e Napoli i bianconeri prelevano rispettivamente il centrocampista Pjanić e la punta Higuaín — quest'ultimo giunto a Torino per 90 milioni, all'epoca un esborso-record per il campionato italiano. Perso il capocannoniere del precedente campionato, il Napoli punta su Milik, giovane attaccante prelevato dall'Ajax e messosi in evidenza all'Europeo di Francia 2016, cui fanno seguito gli acquisti di una nutrita schiera di prospetti come Diawara e Zieliński. La Roma ridisegna soprattutto il suo reparto arretrato con vari innesti stranieri, tra cui il centrale Fazio dal Tottenham; giunge inoltre in giallorosso, dal Torino, l'esterno Bruno Peres.

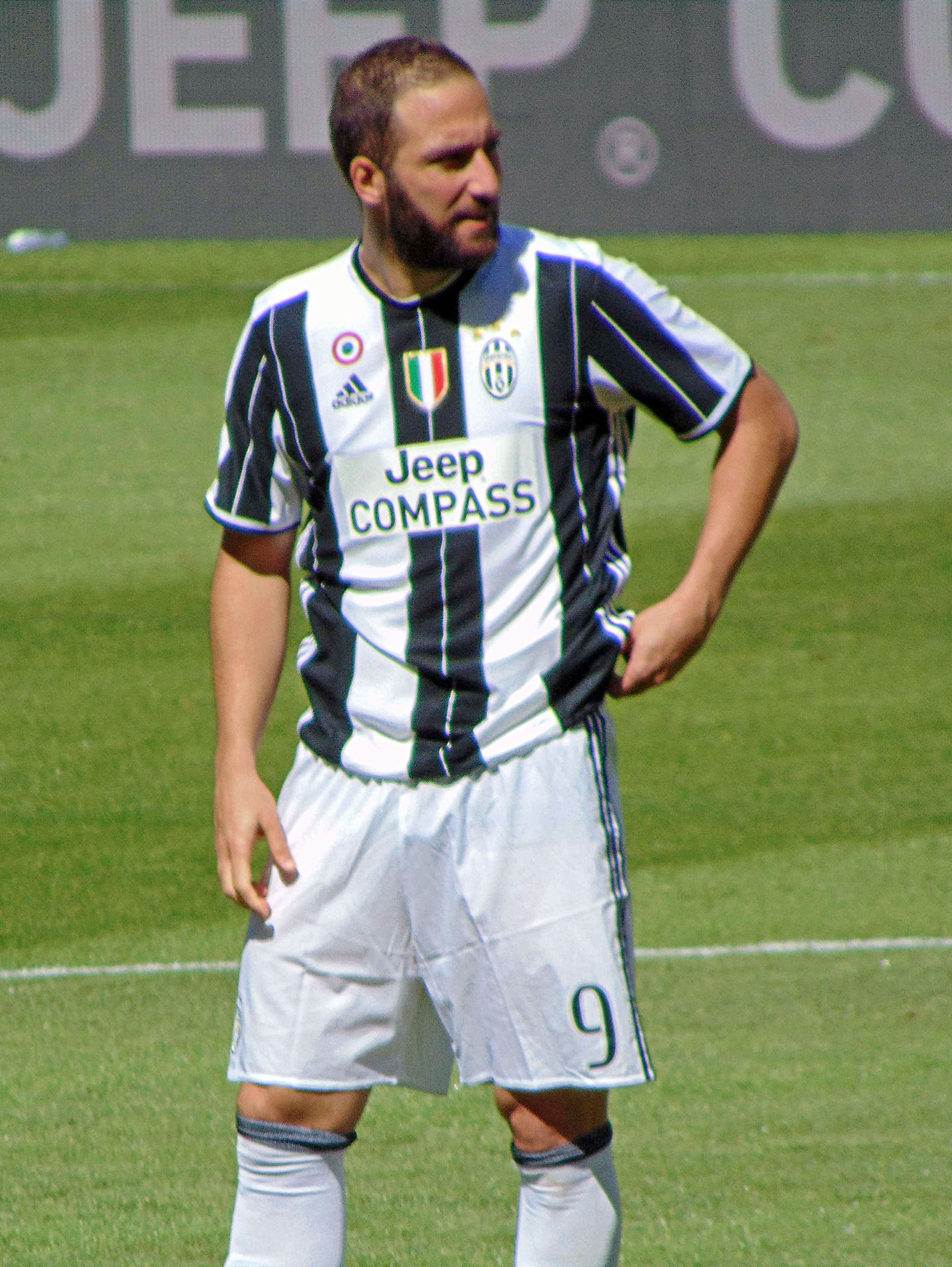
Gonzalo Higuaín, passato nell'estate 2016 dal Napoli alla Juventus per 90 milioni di euro, è all'epoca l'acquisto più oneroso del calciomercato italiano: con 24 gol, il centravanti argentino è tra i protagonisti del 6º scudetto bianconero consecutivo, filotto mai riuscito prima nella storia della Serie A.

Estate di segno opposto per le milanesi. L'Inter, nel frattempo passata di mano ai cinesi del Suning Holdings Group, da una parte si segnala per una corposa opera di rafforzamento che vede gli arrivi del neocampione d'Europa con il Portogallo, João Mário, dallo Sporting Lisbona, dei centrocampisti Banega e Candreva rispettivamente da Siviglia e Lazio, e del promettente attaccante Gabriel Barbosa dal Santos; dall'altra, la società deve affrontare la fine del rapporto in panchina con Roberto Mancini a due settimane dall'inizio del campionato, sostituendolo con l'ex allenatore ajacide Frank de Boer. I concittadini del Milan, che cambiano nuovamente guida tecnica in pochi anni affidandosi stavolta a Vincenzo Montella, optano invece per un mercato di secondo piano che vede principalmente l'approdo di Lapadula, capocannoniere del precedente torneo di Serie B, i ritorni dai prestiti di Paletta e Suso, e la definitiva promozione in prima squadra del giovane Locatelli.
Una Fiorentina in chiaroscuro punta prettamente su giovani e sconosciute promesse, affiancando loro l'esperto Carlos Sánchez dall'Aston Villa. Si muovono anche la Lazio, alle cui file si aggiunge l'attaccante azzurro Immobile, e il Torino di Siniša Mihajlović che, pur a fronte della cessione del capitano Glik al Monaco, veste di granata Ljajić, Iago Falque e Castán. La Sampdoria di Marco Giampaolo rivoluziona il suo organico, acquistando giovani e promettenti stranieri tra cui spicca il capitano dei Diables Rouges Under-21 Praet dall'Anderlecht, mentre i concittadini del Genoa, affidati all'artefice della promozione crotonese, Ivan Jurić, si rafforzano con il nazionale lusitano Veloso nonché i promettenti Ocampos e Giovanni Simeone (figlio di Diego). In vista della sua prima esperienza europea, il Sassuolo amplia la rosa con vari prospetti come Lirola, questo ultimo sostituto del partente Vrsaljko, e Sensi, inoltre si avvale in avanti dell'esperienza di Matri.
L'Udinese di Beppe Iachini, alle prese con l'addio della bandiera Di Natale, pensa soprattutto a ringiovanire l'organico attingendo, come sua tradizione, a diversi elementi in giro per il mondo, tra cui de Paul. Simile il mercato del Bologna, che a prospetti quali Federico Di Francesco (figlio del tecnico sassolese Eusebio) e Verdi affianca comunque nomi di provata esperienza come quelli di Džemaili e Torosidīs. L'Atalanta, passata nelle mani di Gian Piero Gasperini, si rinforza in ogni reparto con gli ex laziali Berisha e Konko, il nazionale bosniaco Zukanović, e i promettenti Kessié e Spinazzola. Pochi movimenti al contrario in casa Chievo, che si segnala soprattutto per l'acquisto del portiere ed ex capitano palermitano Sorrentino. Sempre tra le provinciali, l'Empoli affidato all'esordiente Giovanni Martusciello punta su veterani della Serie A quali Gilardino e Pasqual, mentre il Palermo fa fronte alle cessioni di Sorrentino e Vázquez con gli arrivi del fantasista Diamanti e di altri elementi di secondo piano. Tra le neopromosse, il Cagliari compie un'interessante campagna acquisti rinforzandosi con il portoghese e neocampione d'Europa Bruno Alves, i nazionali Isla e Tachtsidīs, e l'esperta punta Borriello. Il Pescara puntella la rosa con gli arrivi di vari giovani, tra cui Manaj e Cristante, affiancati dallo svincolato Aquilani. Infine la matricola Crotone, chiamato Davide Nicola in panchina e ceduti due tra i maggiori artefici della storica promozione, Ricci e Budimir, punta come nelle stagioni precedenti su vari e promettenti elementi, come la coppia d'attacco di ex sassolesi Falcinelli-Trotta.

#### Sessione invernale

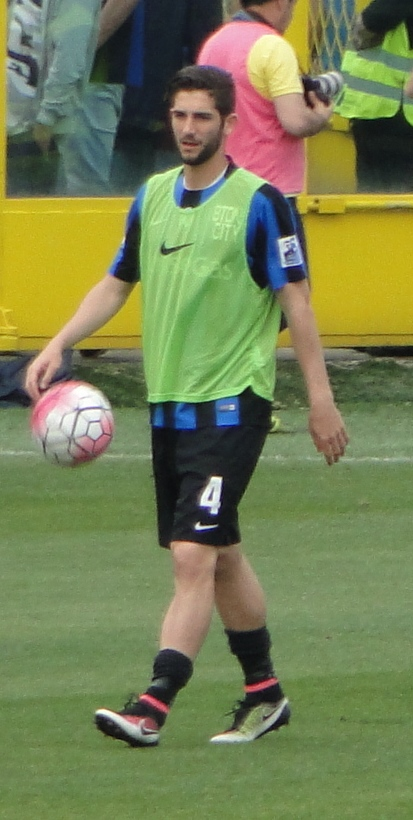
Roberto Gagliardini, tra le rivelazioni del girone di andata, passa dall'Atalanta all'Inter nel mercato invernale; nonostante la sua cessione, gli orobici chiuderanno quarti, all'epoca il loro migliore piazzamento in Serie A.

Il mercato di riparazione è decisamente in tono minore rispetto alla precedente sessione. Le squadre di vertice si limitano al piccolo cabotaggio: la Juventus rimpolpa le seconde linee con il mediano Rincón prelevato dal Genoa, e cede all'Olympique Marsiglia il terzino Evra nel frattempo finito ai margini; la Roma lascia pressoché immutato il suo organico prendendo solamente l'ex promessa francese Grenier dall'Olympique Lione, mentre il Napoli si limita all'avvicendamento nel reparto avanzato tra l'ex genoano Pavoletti e Gabbiadini ceduto al Southampton. A segnalarsi è soprattutto l'Inter che, con un cospicuo esborso, si assicura il giovane prospetto Gagliardini messosi in evidenza con l'Atalanta nella prima parte del campionato. Al contrario i concittadini del Milan non riportano operazioni di rilievo limitandosi agli arrivi delle giovani ali Ocampos e Deulofeu, rispettivamente da Genoa ed Everton, e alla cessione di Niang al Watford. La Fiorentina preleva il portiere Sportiello dall'Atalanta e il trequartista Saponara dall'Empoli.
Tra le formazioni di secondo piano, a incassare i maggiori profitti dalle cessioni sono Atalanta e Genoa; in particolare, i rossoblù riaccolgono l'ex Pinilla, svincolatosi dall'Atalanta. Sassuolo e Torino si rinforzano in mezzo al campo, rispettivamente, con l'interno Aquilani e l'ala Iturbe, mentre la Sampdoria, che nel frattempo chiude definitivamente il rapporto con il fuori rosa Cassano, tessera il nazionale polacco Bereszyński. Nella parte bassa della classifica, l'Empoli preleva El Kaddouri dal Napoli, mentre il Palermo si libera dei suoi migliori giocatori cedendo Hiljemark (al Genoa) e Quaison (al Magonza); al contrario il Pescara tenta di invertire la rotta e raggiungere la salvezza rivoluzionando la sua rosa, ricorrendo tra gli altri a elementi di provata esperienza come Bovo, Stendardo, Muntari e Gilardino.

### Avvenimenti

#### Girone di andata

Edin Džeko, trascinatore della Roma nel girone d'andata: a fine stagione il bosniaco si laurea capocannoniere del torneo con 29 gol.

Il campionato vede la Juventus campione uscente del precedente lustro, prendere immediatamente la testa della classifica: l'inaspettata sconfitta del 18 settembre 2016, contro un'altalenante Inter le cui fortune sono legate prettamente alla vena realizzativa di Icardi, non lascia strascichi nei bianconeri che alla sosta di ottobre possono vantare un discreto margine sul terzetto formato dalle romane e dal Milan. Proprio i rossoneri, reduci da un deludente triennio e per questo non accreditati in estate di un cammino di vertice, costituiscono l'iniziale rivelazione; una conferma in tal senso giunge alla nona giornata, quando la vittoria sui campioni d'Italia (alla seconda caduta stagionale, sempre al Meazza) spinge la formazione di Montella al secondo posto, accreditandola di rinnovate velleità tricolori.
Le posizioni rimangono immutate alla pausa di novembre, con gli uomini di Allegri a tenere a distanza le più dirette inseguitrici: un gruppo composto dalla Roma di Spalletti, trascinata da un Džeko apparso rigenerato rispetto alla scialba precedente stagione, dal Milan, dalla Lazio, dall'outsider Atalanta e dal Napoli; proprio in queste settimane si palesa l'interlocutorio momento dei partenopei di Sarri, pure issatisi in testa dopo quattro turni, ma a dispetto delle attese estive scivolati poi lontano dalla vetta, pagando sia le cadute negli scontri diretti contro giallorossi e bianconeri, sia l'infortunio patito con la maglia della Polonia dal loro centravanti Milik, costretto in ottobre a un lungo stop dopo peraltro un convincente avvio sottorete.
Tra le sorprese positive di questo primo scorcio di stagione spiccano su tutti i bergamaschi di Gasperini: la squadra orobica, dopo un avvio difficile, emerge alla distanza inanellando una serie di nove risultati utili (in cui eguaglia la propria striscia record di sei successi, ottenuti anche battendo avversarie ben più quotate quali Roma, Napoli e Inter), che la porta sul finire dell'autunno a ridosso della zona Champions. Sul piano opposto, invece, si colloca l'altra squadra nerazzurra, l'Inter: la compagine milanese, nonostante gli importanti investimenti sul mercato, si attanaglia in una crisi tecnica nonché tensioni extrasportive che portano, a inizio novembre, all'avvicendamento tecnico tra de Boer e Stefano Pioli.
Per quanto concerne la lotta salvezza, le neopromosse Pescara e Crotone palesano subito difficoltà, con risultati che le inchiodano sul fondo della graduatoria già in autunno, insieme al Palermo e, appena sopra la zona retrocessione, l'Empoli. La Juventus si laurea campione d'inverno per la quinta volta in sei anni, con due giornate d'anticipo, battendo 1-0 la Roma in casa con una rete di Higuain. I bianconeri sono i primi a chiudere un anno solare con 100 punti, frutto di 33 vittorie, 1 pareggio e 4 sconfitte in tutto il 2016.

#### Girone di ritorno

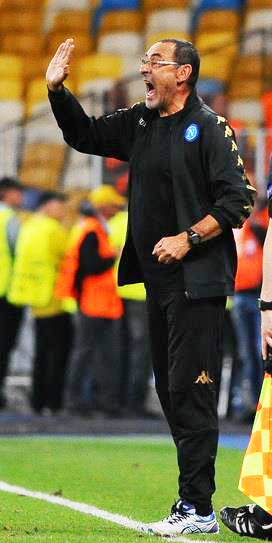
Maurizio Sarri è autore di un ottimo girone di ritorno alla guida del Napoli, permettendo agli azzurri di centrare la qualificazione in Champions League.

La Juventus prosegue il suo cammino in testa alla classifica, stabilendo il record di 38 partite di campionato consecutive senza pareggi (interrotto dal pareggio 1-1 in casa dell'Udinese a inizio marzo). Alle spalle dei bianconeri, Roma e Napoli, staccate, alla sosta di marzo per le nazionali, di 8 e 10 punti, restano saldamente in zona Champions. Alle spalle del trio di testa, si delinea il gruppo di squadre destinate a contendersi i posti per l'Europa League: Lazio, Atalanta, Milan, Inter, racchiuse nello spazio di cinque punti. In coda, invece, la situazione sembrava già definita, con Palermo, Crotone e Pescara (la cui prima vittoria sul campo arriva solo alla venticinquesima giornata, la prima con Zeman in panchina) che parevano patire un distacco quasi incolmabile dalla quart'ultima, l'Empoli; tuttavia un lungo digiuno di vittorie dei toscani ha permesso ai calabresi, a 7 giornate dal termine, di accorciare il distacco anche grazie alla sorprendente vittoria casalinga contro l'Inter, successiva al loro primo successo esterno in massima serie, sul campo del Chievo.
Al termine della trentatreesima giornata arriva il primo verdetto del campionato, con la retrocessione aritmetica in Serie B del Pescara con 5 turni di anticipo; giornata altresì caratterizzata dall'elevato numero di segnature, ben 48, che eguaglia il record assoluto per la Serie A risalente alla quinta giornata del campionato 1992-1993 (disputato a 18 squadre). Al termine del trentacinquesimo turno, anche il Palermo, a seguito del futile pareggio per 1-1 in trasferta contro il Chievo, retrocede matematicamente nel campionato cadetto dopo tre anni in massima serie. In coda la corsa inizia a due giornate dal termine, con 3 squadre (Genoa, Empoli, Crotone) ristrette in soli 2 punti e con 2 posti salvezza liberi. Liguri che, però, riescono a salvarsi con 36 punti battendo il Torino alla penultima. Al penultimo turno arriva anche la certezza matematica del sesto titolo consecutivo (record assoluto nella storia del calcio italiano) per la Juventus, dopo la vittoria interna sul Crotone; per la squadra bianconera si tratta anche del terzo double consecutivo, avendo vinto anche la Coppa Italia per la terza stagione di fila, altro risultato senza precedenti.
Decise anche le squadre che disputeranno la prossima Europa League: Atalanta, Lazio (entrambe qualificate alla fase a gironi) e Milan, che partirà dal terzo turno preliminare, tornando a disputare una competizione europea dopo tre stagioni consecutive di assenza, precedendo a fine campionato l'Inter di un punto (le due squadre milanesi non concludevano un campionato con un distacco minimo da trentuno anni); proprio i nerazzurri sono autori di una stagione deludente, mancando l'accesso all'Europa per la seconda volta in tre stagioni, causa peraltro una striscia negativa di otto partite senza vittoria tra fine marzo e inizio maggio. All'ultimo turno la Roma conquista l'accesso diretto alla fase a gironi della Champions League, battendo 3-2 in casa il Genoa, in quella che è stata l'ultima partita in carriera della bandiera giallorossa Francesco Totti; questo risultato rende ininfluente la vittoria del Napoli 4-2 in trasferta contro la Sampdoria, con la squadra partenopea che affronterà il play-off della massima competizione europea.
In coda il Crotone conquista una clamorosa salvezza vincendo sulla Lazio 3-1 (la squadra calabrese ottiene 20 dei suoi 34 punti complessivi nelle ultime nove giornate di campionato), grazie alla contemporanea vittoria interna del Palermo, già retrocesso, sull'Empoli per 2-1, che condanna i toscani alla Serie B dopo tre stagioni di permanenza nella massima serie.

## Squadre partecipanti
| Club       | Stagione | Città         | Stadio                               | Stagione precedente                           |
| ---------- | -------- | ------------- | ------------------------------------ | --------------------------------------------- |
| Atalanta   | dettagli | Bergamo       | Stadio Atleti Azzurri d'Italia       | 13º posto in Serie A                          |
| Bologna    | dettagli | Bologna       | Stadio Renato Dall'Ara               | 14º posto in Serie A                          |
| Cagliari   | dettagli | Cagliari      | Stadio Sant'Elia                     | 1º posto in Serie B, promosso                 |
| Chievo     | dettagli | Verona        | Stadio Marcantonio Bentegodi         | 9º posto in Serie A                           |
| Crotone    | dettagli | Crotone       | Stadio Ezio Scida                    | 2º posto in Serie B, promosso                 |
| Empoli     | dettagli | Empoli (FI)   | Stadio Carlo Castellani              | 10º posto in Serie A                          |
| Fiorentina | dettagli | Firenze       | Stadio Artemio Franchi               | 5º posto in Serie A                           |
| Genoa      | dettagli | Genova        | Stadio Luigi Ferraris                | 11º posto in Serie A                          |
| Inter      | dettagli | Milano        | Stadio Giuseppe Meazza               | 4º posto in Serie A                           |
| Juventus   | dettagli | Torino        | Juventus Stadium                     | 1º posto in Serie A                           |
| Lazio      | dettagli | Roma          | Stadio Olimpico di Roma              | 8º posto in Serie A                           |
| Milan      | dettagli | Milano        | Stadio Giuseppe Meazza               | 7º posto in Serie A                           |
| Napoli     | dettagli | Napoli        | Stadio San Paolo                     | 2º posto in Serie A                           |
| Palermo    | dettagli | Palermo       | Stadio Renzo Barbera                 | 16º posto in Serie A                          |
| Pescara    | dettagli | Pescara       | Stadio Adriatico-Giovanni Cornacchia | 4º posto in Serie B, promosso dopo i play-off |
| Roma       | dettagli | Roma          | Stadio Olimpico di Roma              | 3º posto in Serie A                           |
| Sampdoria  | dettagli | Genova        | Stadio Luigi Ferraris                | 15º posto in Serie A                          |
| Sassuolo   | dettagli | Sassuolo (MO) | Mapei Stadium (Reggio Emilia)        | 6º posto in Serie A                           |
| Torino     | dettagli | Torino        | Stadio Olimpico Grande Torino        | 12º posto in Serie A                          |
| Udinese    | dettagli | Udine         | Stadio Friuli                        | 17º posto in Serie A                          |

## Allenatori e primatisti
| Squadra    | Allenatore | Giocatore più presente (tra parentesi il numero delle presenze) | Capocannoniere (tra parentesi il numero dei gol segnati) |
| ---------- | --- | --------------------------------------------------------------- | -------------------------------------------------------- |
| Atalanta   | Gian Piero Gasperini | Alejandro Gómez, Jasmin Kurtić (37)                             | Alejandro Gómez (16)                                     |
| Bologna    | Roberto Donadoni | Ladislav Krejčí (37)                                            | Mattia Destro (11)                                       |
| Cagliari   | Massimo Rastelli | Marco Borriello, Bruno Alves (36)                               | Marco Borriello (16)                                     |
| Chievo     | Rolando Maran | Valter Birsa, Ivan Radovanović (35)                             | Roberto Inglese (10)                                     |
| Crotone    | Davide Nicola | Gian Marco Ferrari (37)                                         | Diego Falcinelli (13)                                    |
| Empoli     | Giovanni Martusciello | Daniele Croce, Łukasz Skorupski (35)                            | Levan Mchedlidze (6)                                     |
| Fiorentina | Paulo Sousa | Cristian Tello (36)                                             | Nikola Kalinić (15)                                      |
| Genoa      | Ivan Jurić (1ª-25ª) Andrea Mandorlini (26ª-31ª) Ivan Jurić (32ª-38ª)                                                               | Diego Laxalt (36)                                               | Giovanni Simeone (12)                                    |
| Inter      | Frank de Boer (1ª-11ª) Stefano Vecchi (12ª) Stefano Pioli (13ª-35ª) Stefano Vecchi (36ª-38ª)                                       | Antonio Candreva (38)                                           | Mauro Icardi (24)                                        |
| Juventus   | Massimiliano Allegri | Gonzalo Higuaín (38)                                            | Gonzalo Higuaín (24)                                     |
| Lazio      | Simone Inzaghi | Felipe Anderson, Ciro Immobile (36)                             | Ciro Immobile (23)                                       |
| Milan      | Vincenzo Montella | Gianluigi Donnarumma (38)                                       | Carlos Bacca (13)                                        |
| Napoli     | Maurizio Sarri | Marek Hamšík (38)                                               | Dries Mertens (28)                                       |
| Palermo    | Davide Ballardini (1ª-2ª) Roberto De Zerbi (3ª-14ª) Eugenio Corini (15ª-21ª) Diego Luis López (22ª-31ª) Diego Bortoluzzi (32ª-38ª) | Ilija Nestorovski (37)                                          | Ilija Nestorovski (11)                                   |
| Pescara    | Massimo Oddo (1ª-24ª) Zdeněk Zeman (25ª-38ª)                                                                                       | Ledian Memushaj (36)                                            | Gianluca Caprari (9)                                     |
| Roma       | Luciano Spalletti | Wojciech Szczęsny (38)                                          | Edin Džeko (29)                                          |
| Sampdoria  | Marco Giampaolo | Fabio Quagliarella (37)                                         | Fabio Quagliarella (12)                                  |
| Sassuolo   | Eusebio Di Francesco | Francesco Acerbi (38)                                           | Grégoire Defrel (12)                                     |
| Torino     | Siniša Mihajlović | Daniele Baselli (37)                                            | Andrea Belotti (26)                                      |
| Udinese    | Giuseppe Iachini (1ª-7ª) Luigi Delneri (8ª-38ª)                                                                                    | Duván Zapata (38)                                               | Cyril Théréau (12)                                       |

## Classifica finale
|        | Pos. | Squadra    | Pt | G  | V  | N  | P  | GF | GS | DR  |
| ------ | ---- | ---------- | -- | -- | -- | -- | -- | -- | -- | --- |
|        | 1.   | Juventus   | 91 | 38 | 29 | 4  | 5  | 77 | 27 | +50 |
|        | 2.   | Roma       | 87 | 38 | 28 | 3  | 7  | 90 | 38 | +52 |
|        | 3.   | Napoli     | 86 | 38 | 26 | 8  | 4  | 94 | 39 | +55 |
|        | 4.   | Atalanta   | 72 | 38 | 21 | 9  | 8  | 62 | 41 | +21 |
|        | 5.   | Lazio      | 70 | 38 | 21 | 7  | 10 | 74 | 51 | +23 |
| [ 38 ] | 6.   | Milan      | 63 | 38 | 18 | 9  | 11 | 57 | 45 | +12 |
|        | 7.   | Inter      | 62 | 38 | 19 | 5  | 14 | 72 | 49 | +23 |
|        | 8.   | Fiorentina | 60 | 38 | 16 | 12 | 10 | 63 | 57 | +6  |
|        | 9.   | Torino     | 53 | 38 | 13 | 14 | 11 | 71 | 66 | +5  |
|        | 10.  | Sampdoria  | 48 | 38 | 12 | 12 | 14 | 49 | 55 | −6  |
|        | 11.  | Cagliari   | 47 | 38 | 14 | 5  | 19 | 55 | 76 | −21 |
|        | 12.  | Sassuolo   | 46 | 38 | 13 | 7  | 18 | 58 | 63 | −5  |
|        | 13.  | Udinese    | 45 | 38 | 12 | 9  | 17 | 47 | 56 | −9  |
|        | 14.  | Chievo     | 43 | 38 | 12 | 7  | 19 | 43 | 61 | −18 |
|        | 15.  | Bologna    | 41 | 38 | 11 | 8  | 19 | 40 | 58 | −18 |
|        | 16.  | Genoa      | 36 | 38 | 9  | 9  | 20 | 38 | 64 | −26 |
|        | 17.  | Crotone    | 34 | 38 | 9  | 7  | 22 | 34 | 58 | −24 |
|        | 18.  | Empoli     | 32 | 38 | 8  | 8  | 22 | 29 | 61 | −32 |
|        | 19.  | Palermo    | 26 | 38 | 6  | 8  | 24 | 33 | 77 | −44 |
|        | 20.  | Pescara    | 18 | 38 | 3  | 9  | 26 | 37 | 81 | −44 |

Legenda:
      Campione d'Italia e ammessa alla fase a gironi della UEFA Champions League 2017-2018.
      Ammessa alla fase a gironi della UEFA Champions League 2017-2018.
      Ammessa agli spareggi (percorso piazzate) della UEFA Champions League 2017-2018.
      Ammesse alla fase a gironi della UEFA Europa League 2017-2018.
      Ammessa al terzo turno di qualificazione della UEFA Europa League 2017-2018.
      Retrocesse in Serie B 2017-2018.
Regolamento:
Tre punti a vittoria, uno a pareggio, zero a sconfitta.
In caso di arrivo di due o più squadre a pari punti, la graduatoria finale verrà stilata secondo la classifica avulsa tra le squadre interessate che prevede, in ordine, i seguenti criteri:
- Punti negli scontri diretti.
- Differenza reti negli scontri diretti.
- Differenza reti generale.
- Reti realizzate in generale.
- Sorteggio.

### Squadra campione
| Formazione tipo (4-2-3-1) | Giocatori (presenze)      |
| --- | ------------------------- |
| Buffon Lichtsteiner Bonucci Chiellini Alex Sandro Khedira Pjanić Dybala Cuadrado Higuaín Mandžukić | Gianluigi Buffon (30)     |
| Buffon Lichtsteiner Bonucci Chiellini Alex Sandro Khedira Pjanić Dybala Cuadrado Higuaín Mandžukić | Stephan Lichtsteiner (26) |
| Buffon Lichtsteiner Bonucci Chiellini Alex Sandro Khedira Pjanić Dybala Cuadrado Higuaín Mandžukić | Leonardo Bonucci (29)     |
| Buffon Lichtsteiner Bonucci Chiellini Alex Sandro Khedira Pjanić Dybala Cuadrado Higuaín Mandžukić | Giorgio Chiellini (21)    |
| Buffon Lichtsteiner Bonucci Chiellini Alex Sandro Khedira Pjanić Dybala Cuadrado Higuaín Mandžukić | Alex Sandro (27)          |
| Buffon Lichtsteiner Bonucci Chiellini Alex Sandro Khedira Pjanić Dybala Cuadrado Higuaín Mandžukić | Sami Khedira (31)         |
| Buffon Lichtsteiner Bonucci Chiellini Alex Sandro Khedira Pjanić Dybala Cuadrado Higuaín Mandžukić | Miralem Pjanić (30)       |
| Buffon Lichtsteiner Bonucci Chiellini Alex Sandro Khedira Pjanić Dybala Cuadrado Higuaín Mandžukić | Juan Cuadrado (30)        |
| Buffon Lichtsteiner Bonucci Chiellini Alex Sandro Khedira Pjanić Dybala Cuadrado Higuaín Mandžukić | Paulo Dybala (31)         |
| Buffon Lichtsteiner Bonucci Chiellini Alex Sandro Khedira Pjanić Dybala Cuadrado Higuaín Mandžukić | Mario Mandžukić (34)      |
| Buffon Lichtsteiner Bonucci Chiellini Alex Sandro Khedira Pjanić Dybala Cuadrado Higuaín Mandžukić | Gonzalo Higuaín (38)      |
| Altri giocatori: Andrea Barzagli (23), Stefano Sturaro (21), Dani Alves (19), Mario Lemina (19), Kwadwo Asamoah (18), Claudio Marchisio (18), Medhi Benatia (15), Daniele Rugani (15), Marko Pjaca (14), Tomás Rincón (13), Hernanes (10), Norberto Neto (8), Patrice Evra (6), Moise Kean (3), Emil Audero (1), Rolando Mandragora (1), Federico Mattiello (0). |                           |

## Risultati

### Tabellone
Ogni riga indica i risultati casalinghi della squadra segnata a inizio della riga, contro le squadre segnate colonna per colonna (che invece avranno giocato l'incontro in trasferta). Al contrario, leggendo la colonna di una squadra si avranno i risultati ottenuti dalla stessa in trasferta, contro le squadre segnate in ogni riga, che invece avranno giocato l'incontro in casa.
|            | ATA  | BOL  | CAG  | CHI  | CRO  | EMP  | FIO  | GEN  | INT  | JUV  | LAZ  | MIL  | NAP  | PAL  | PES  | ROM  | SAM  | SAS  | TOR  | UDI  |
| ---------- | ---- | ---- | ---- | ---- | ---- | ---- | ---- | ---- | ---- | ---- | ---- | ---- | ---- | ---- | ---- | ---- | ---- | ---- | ---- | ---- |
| Atalanta   | –––– | 3-2  | 2-0  | 1-0  | 1-0  | 2-1  | 0-0  | 3-0  | 2-1  | 2-2  | 3-4  | 1-1  | 1-0  | 0-1  | 3-0  | 2-1  | 1-0  | 1-1  | 2-1  | 1-3  |
| Bologna    | 0-2  | –––– | 2-1  | 4-1  | 1-0  | 0-0  | 0-1  | 0-1  | 0-1  | 1-2  | 0-2  | 0-1  | 1-7  | 3-1  | 3-1  | 0-3  | 2-0  | 1-1  | 2-0  | 4-0  |
| Cagliari   | 3-0  | 1-1  | –––– | 4-0  | 2-1  | 3-2  | 3-5  | 4-1  | 1-5  | 0-2  | 0-0  | 2-1  | 0-5  | 2-1  | 1-0  | 2-2  | 2-1  | 4-3  | 2-3  | 2-1  |
| Chievo     | 1-4  | 1-1  | 1-0  | –––– | 1-2  | 4-0  | 0-3  | 0-0  | 2-0  | 1-2  | 1-1  | 1-3  | 1-3  | 1-1  | 2-0  | 3-5  | 2-1  | 2-1  | 1-3  | 0-0  |
| Crotone    | 1-3  | 0-1  | 1-2  | 2-0  | –––– | 4-1  | 0-1  | 1-3  | 2-1  | 0-2  | 3-1  | 1-1  | 1-2  | 1-1  | 2-1  | 0-2  | 1-1  | 0-0  | 0-2  | 1-0  |
| Empoli     | 0-1  | 3-1  | 2-0  | 0-0  | 2-1  | –––– | 0-4  | 0-2  | 0-2  | 0-3  | 1-2  | 1-4  | 2-3  | 1-0  | 1-1  | 0-0  | 0-1  | 1-3  | 1-1  | 1-0  |
| Fiorentina | 0-0  | 1-0  | 1-0  | 1-0  | 1-1  | 1-2  | –––– | 3-3  | 5-4  | 2-1  | 3-2  | 0-0  | 3-3  | 2-1  | 2-2  | 1-0  | 1-1  | 2-1  | 2-2  | 3-0  |
| Genoa      | 0-5  | 1-1  | 3-1  | 1-2  | 2-2  | 0-0  | 1-0  | –––– | 1-0  | 3-1  | 2-2  | 3-0  | 0-0  | 3-4  | 1-1  | 0-1  | 0-1  | 0-1  | 2-1  | 1-1  |
| Inter      | 7-1  | 1-1  | 1-2  | 3-1  | 3-0  | 2-0  | 4-2  | 2-0  | –––– | 2-1  | 3-0  | 2-2  | 0-1  | 1-1  | 3-0  | 1-3  | 1-2  | 1-2  | 2-1  | 5-2  |
| Juventus   | 3-1  | 3-0  | 4-0  | 2-0  | 3-0  | 2-0  | 2-1  | 4-0  | 1-0  | –––– | 2-0  | 2-1  | 2-1  | 4-1  | 3-0  | 1-0  | 4-1  | 3-1  | 1-1  | 2-1  |
| Lazio      | 2-1  | 1-1  | 4-1  | 0-1  | 1-0  | 2-0  | 3-1  | 3-1  | 1-3  | 0-1  | –––– | 1-1  | 0-3  | 6-2  | 3-0  | 0-2  | 7-3  | 2-1  | 3-1  | 1-0  |
| Milan      | 0-0  | 3-0  | 1-0  | 3-1  | 2-1  | 1-2  | 2-1  | 1-0  | 2-2  | 1-0  | 2-0  | –––– | 1-2  | 4-0  | 1-0  | 1-4  | 0-1  | 4-3  | 3-2  | 0-1  |
| Napoli     | 0-2  | 3-1  | 3-1  | 2-0  | 3-0  | 2-0  | 4-1  | 2-0  | 3-0  | 1-1  | 1-1  | 4-2  | –––– | 1-1  | 3-1  | 1-3  | 2-1  | 1-1  | 5-3  | 3-0  |
| Palermo    | 1-3  | 0-0  | 1-3  | 0-2  | 1-0  | 2-1  | 2-0  | 1-0  | 0-1  | 0-1  | 0-1  | 1-2  | 0-3  | –––– | 1-1  | 0-3  | 1-1  | 0-1  | 1-4  | 1-3  |
| Pescara    | 0-1  | 0-3  | 1-1  | 0-2  | 0-1  | 0-4  | 1-2  | 5-0  | 1-2  | 0-2  | 2-6  | 1-1  | 2-2  | 2-0  | –––– | 1-4  | 1-1  | 1-3  | 0-0  | 1-3  |
| Roma       | 1-1  | 3-0  | 1-0  | 3-1  | 4-0  | 2-0  | 4-0  | 3-2  | 2-1  | 3-1  | 1-3  | 1-0  | 1-2  | 4-1  | 3-2  | –––– | 3-2  | 3-1  | 4-1  | 4-0  |
| Sampdoria  | 2-1  | 3-1  | 1-1  | 1-1  | 1-2  | 0-0  | 2-2  | 2-1  | 1-0  | 0-1  | 1-2  | 0-1  | 2-4  | 1-1  | 3-1  | 3-2  | –––– | 3-2  | 2-0  | 0-0  |
| Sassuolo   | 0-3  | 0-1  | 6-2  | 1-3  | 2-1  | 3-0  | 2-2  | 2-0  | 0-1  | 0-2  | 1-2  | 0-1  | 2-2  | 4-1  | 0-3  | 1-3  | 2-1  | –––– | 0-0  | 1-0  |
| Torino     | 1-1  | 5-1  | 5-1  | 2-1  | 1-1  | 0-0  | 2-1  | 1-0  | 2-2  | 1-3  | 2-2  | 2-2  | 0-5  | 3-1  | 5-3  | 3-1  | 1-1  | 5-3  | –––– | 2-2  |
| Udinese    | 1-1  | 1-0  | 2-1  | 1-2  | 2-0  | 2-0  | 2-2  | 3-0  | 1-2  | 1-1  | 0-3  | 2-1  | 1-2  | 4-1  | 3-1  | 0-1  | 1-1  | 1-2  | 2-2  | –––– |

### Calendario
Il calendario è stato sorteggiato il 22 luglio 2016.
| andata (1ª) | andata (1ª) | 1ª giornata         | ritorno (20ª) | ritorno (20ª) |
|             |             |                     |               |               |
| 21 ago.     | 3-4         | Atalanta-Lazio      | 1-2           | 15 gen.       |
| 21 ago.     | 1-0         | Bologna-Crotone     | 1-0           | 14 gen.       |
| 21 ago.     | 2-0         | Chievo-Inter        | 1-3           | 14 gen.       |
| 21 ago.     | 0-1         | Empoli-Sampdoria    | 0-0           | 15 gen.       |
| 21 ago.     | 3-1         | Genoa-Cagliari      | 1-4           | 15 gen.       |
| 20 ago.     | 2-1         | Juventus-Fiorentina | 1-2           | 15 gen.       |
| 21 ago.     | 3-2         | Milan-Torino        | 2-2           | 16 gen.       |
| 21 ago.     | 0-1         | Palermo-Sassuolo    | 1-4           | 15 gen.       |
| 21 ago.     | 2-2         | Pescara-Napoli      | 1-3           | 15 gen.       |
| 20 ago.     | 4-0         | Roma-Udinese        | 1-0           | 15 gen.       |

| andata (2ª) | andata (2ª) | 2ª giornata        | ritorno (21ª) | ritorno (21ª) |
|             |             |                    |               |               |
| 28 ago.     | 2-2         | Cagliari-Roma      | 0-1           | 22 gen.       |
| 28 ago.     | 1-3         | Crotone-Genoa      | 2-2           | 22 gen.       |
| 28 ago.     | 1-0         | Fiorentina-Chievo  | 3-0           | 21 gen.       |
| 28 ago.     | 1-1         | Inter-Palermo      | 1-0           | 22 gen.       |
| 27 ago.     | 0-1         | Lazio-Juventus     | 0-2           | 22 gen.       |
| 27 ago.     | 4-2         | Napoli-Milan       | 2-1           | 21 gen.       |
| 28 ago.     | 2-1         | Sampdoria-Atalanta | 0-1           | 22 gen.       |
| 28 ago.     | 0-3         | Sassuolo-Pescara   | 3-1           | 22 gen.       |
| 28 ago.     | 5-1         | Torino-Bologna     | 0-2           | 22 gen.       |
| 28 ago.     | 2-0         | Udinese-Empoli     | 0-1           | 22 gen.       |

| andata (1ª) | andata (1ª) | 1ª giornata         | ritorno (20ª) | ritorno (20ª) |
|             |             |                     |               |               |
| 21 ago.     | 3-4         | Atalanta-Lazio      | 1-2           | 15 gen.       |
| 21 ago.     | 1-0         | Bologna-Crotone     | 1-0           | 14 gen.       |
| 21 ago.     | 2-0         | Chievo-Inter        | 1-3           | 14 gen.       |
| 21 ago.     | 0-1         | Empoli-Sampdoria    | 0-0           | 15 gen.       |
| 21 ago.     | 3-1         | Genoa-Cagliari      | 1-4           | 15 gen.       |
| 20 ago.     | 2-1         | Juventus-Fiorentina | 1-2           | 15 gen.       |
| 21 ago.     | 3-2         | Milan-Torino        | 2-2           | 16 gen.       |
| 21 ago.     | 0-1         | Palermo-Sassuolo    | 1-4           | 15 gen.       |
| 21 ago.     | 2-2         | Pescara-Napoli      | 1-3           | 15 gen.       |
| 20 ago.     | 4-0         | Roma-Udinese        | 1-0           | 15 gen.       |

| andata (2ª) | andata (2ª) | 2ª giornata        | ritorno (21ª) | ritorno (21ª) |
|             |             |                    |               |               |
| 28 ago.     | 2-2         | Cagliari-Roma      | 0-1           | 22 gen.       |
| 28 ago.     | 1-3         | Crotone-Genoa      | 2-2           | 22 gen.       |
| 28 ago.     | 1-0         | Fiorentina-Chievo  | 3-0           | 21 gen.       |
| 28 ago.     | 1-1         | Inter-Palermo      | 1-0           | 22 gen.       |
| 27 ago.     | 0-1         | Lazio-Juventus     | 0-2           | 22 gen.       |
| 27 ago.     | 4-2         | Napoli-Milan       | 2-1           | 21 gen.       |
| 28 ago.     | 2-1         | Sampdoria-Atalanta | 0-1           | 22 gen.       |
| 28 ago.     | 0-3         | Sassuolo-Pescara   | 3-1           | 22 gen.       |
| 28 ago.     | 5-1         | Torino-Bologna     | 0-2           | 22 gen.       |
| 28 ago.     | 2-0         | Udinese-Empoli     | 0-1           | 22 gen.       |

| andata (3ª) | andata (3ª) | 3ª giornata       | ritorno (22ª) | ritorno (22ª) |
|             |             |                   |               |               |
| 11 set.     | 2-1         | Atalanta-Torino   | 1-1           | 29 gen.       |
| 11 set.     | 2-1         | Bologna-Cagliari  | 1-1           | 29 gen.       |
| 11 set.     | 1-1         | Chievo-Lazio      | 1-0           | 28 gen.       |
| 12 set.     | 2-1         | Empoli-Crotone    | 1-4           | 29 gen.       |
| 15 dic.     | 1-0         | Genoa-Fiorentina  | 3-3           | 29 gen.       |
| 10 set.     | 3-1         | Juventus-Sassuolo | 2-0           | 29 gen.       |
| 11 set.     | 0-1         | Milan-Udinese     | 1-2           | 29 gen.       |
| 10 set.     | 0-3         | Palermo-Napoli    | 1-1           | 29 gen.       |
| 11 set.     | 1-2         | Pescara-Inter     | 0-3           | 28 gen.       |
| 11 set.     | 3-2         | Roma-Sampdoria    | 2-3           | 29 gen.       |

| andata (4ª) | andata (4ª) | 4ª giornata       | ritorno (23ª) | ritorno (23ª) |  |
|             |             |                   |               |               |  |
| 18 set.     | 3-0         | Cagliari-Atalanta | 0-2           | 5 feb.        |  |
| 18 set.     | 1-1         | Crotone-Palermo   | 0-1           | 5 feb.        |  |
| 18 set.     | 1-0         | Fiorentina-Roma   | 0-4           | 7 feb.        |  |
| 18 set.     | 2-1         | Inter-Juventus    | 0-1           | 5 feb.        |  |
| 17 set.     | 3-0         | Lazio-Pescara     | 6-2           | 5 feb.        |  |
| 17 set.     | 3-1         | Napoli-Bologna    | 7-1           | 4 feb.        |  |
| 16 set.     | 0-1         | Sampdoria-Milan   | 1-0           | 5 feb.        |  |
| 18 set.     | 2-0         | Sassuolo-Genoa    | 1-0           | 5 feb.        |  |
| 18 set.     | 0-0         | Torino-Empoli     | 1-1           | 5 feb.        |  |
| 18 set.     | 1-2         | Udinese-Chievo    | 0-0           | 5 feb.        |  |

| andata (3ª) | andata (3ª) | 3ª giornata       | ritorno (22ª) | ritorno (22ª) |
|             |             |                   |               |               |
| 11 set.     | 2-1         | Atalanta-Torino   | 1-1           | 29 gen.       |
| 11 set.     | 2-1         | Bologna-Cagliari  | 1-1           | 29 gen.       |
| 11 set.     | 1-1         | Chievo-Lazio      | 1-0           | 28 gen.       |
| 12 set.     | 2-1         | Empoli-Crotone    | 1-4           | 29 gen.       |
| 15 dic.     | 1-0         | Genoa-Fiorentina  | 3-3           | 29 gen.       |
| 10 set.     | 3-1         | Juventus-Sassuolo | 2-0           | 29 gen.       |
| 11 set.     | 0-1         | Milan-Udinese     | 1-2           | 29 gen.       |
| 10 set.     | 0-3         | Palermo-Napoli    | 1-1           | 29 gen.       |
| 11 set.     | 1-2         | Pescara-Inter     | 0-3           | 28 gen.       |
| 11 set.     | 3-2         | Roma-Sampdoria    | 2-3           | 29 gen.       |

| andata (4ª) | andata (4ª) | 4ª giornata       | ritorno (23ª) | ritorno (23ª) |  |
|             |             |                   |               |               |  |
| 18 set.     | 3-0         | Cagliari-Atalanta | 0-2           | 5 feb.        |  |
| 18 set.     | 1-1         | Crotone-Palermo   | 0-1           | 5 feb.        |  |
| 18 set.     | 1-0         | Fiorentina-Roma   | 0-4           | 7 feb.        |  |
| 18 set.     | 2-1         | Inter-Juventus    | 0-1           | 5 feb.        |  |
| 17 set.     | 3-0         | Lazio-Pescara     | 6-2           | 5 feb.        |  |
| 17 set.     | 3-1         | Napoli-Bologna    | 7-1           | 4 feb.        |  |
| 16 set.     | 0-1         | Sampdoria-Milan   | 1-0           | 5 feb.        |  |
| 18 set.     | 2-0         | Sassuolo-Genoa    | 1-0           | 5 feb.        |  |
| 18 set.     | 0-0         | Torino-Empoli     | 1-1           | 5 feb.        |  |
| 18 set.     | 1-2         | Udinese-Chievo    | 0-0           | 5 feb.        |  |

| andata (5ª) | andata (5ª) | 5ª giornata        | ritorno (24ª) | ritorno (24ª) |
|             |             |                    |               |               |
| 21 set.     | 0-1         | Atalanta-Palermo   | 3-1           | 12 feb.       |
| 21 set.     | 2-0         | Bologna-Sampdoria  | 1-3           | 12 feb.       |
| 21 set.     | 2-1         | Chievo-Sassuolo    | 3-1           | 12 feb.       |
| 21 set.     | 0-2         | Empoli-Inter       | 0-2           | 12 feb.       |
| 21 set.     | 0-0         | Genoa-Napoli       | 0-2           | 10 feb.       |
| 21 set.     | 4-0         | Juventus-Cagliari  | 2-0           | 12 feb.       |
| 20 set.     | 2-0         | Milan-Lazio        | 1-1           | 13 feb.       |
| 21 set.     | 0-0         | Pescara-Torino     | 3-5           | 12 feb.       |
| 21 set.     | 4-0         | Roma-Crotone       | 2-0           | 12 feb.       |
| 21 set.     | 2-2         | Udinese-Fiorentina | 0-3           | 11 feb.       |

| andata (6ª) | andata (6ª) | 6ª giornata        | ritorno (25ª) | ritorno (25ª) |
|             |             |                    |               |               |
| 26 set.     | 2-1         | Cagliari-Sampdoria | 1-1           | 19 feb.       |
| 26 set.     | 1-3         | Crotone-Atalanta   | 0-1           | 18 feb.       |
| 25 set.     | 0-0         | Fiorentina-Milan   | 1-2           | 19 feb.       |
| 25 set.     | 1-1         | Genoa-Pescara      | 0-5           | 19 feb.       |
| 25 set.     | 1-1         | Inter-Bologna      | 1-0           | 19 feb.       |
| 25 set.     | 2-0         | Lazio-Empoli       | 2-1           | 18 feb.       |
| 24 set.     | 2-0         | Napoli-Chievo      | 3-1           | 19 feb.       |
| 24 set.     | 0-1         | Palermo-Juventus   | 1-4           | 17 feb.       |
| 25 set.     | 1-0         | Sassuolo-Udinese   | 2-1           | 19 feb.       |
| 25 set.     | 3-1         | Torino-Roma        | 1-4           | 19 feb.       |

| andata (5ª) | andata (5ª) | 5ª giornata        | ritorno (24ª) | ritorno (24ª) |
|             |             |                    |               |               |
| 21 set.     | 0-1         | Atalanta-Palermo   | 3-1           | 12 feb.       |
| 21 set.     | 2-0         | Bologna-Sampdoria  | 1-3           | 12 feb.       |
| 21 set.     | 2-1         | Chievo-Sassuolo    | 3-1           | 12 feb.       |
| 21 set.     | 0-2         | Empoli-Inter       | 0-2           | 12 feb.       |
| 21 set.     | 0-0         | Genoa-Napoli       | 0-2           | 10 feb.       |
| 21 set.     | 4-0         | Juventus-Cagliari  | 2-0           | 12 feb.       |
| 20 set.     | 2-0         | Milan-Lazio        | 1-1           | 13 feb.       |
| 21 set.     | 0-0         | Pescara-Torino     | 3-5           | 12 feb.       |
| 21 set.     | 4-0         | Roma-Crotone       | 2-0           | 12 feb.       |
| 21 set.     | 2-2         | Udinese-Fiorentina | 0-3           | 11 feb.       |

| andata (6ª) | andata (6ª) | 6ª giornata        | ritorno (25ª) | ritorno (25ª) |
|             |             |                    |               |               |
| 26 set.     | 2-1         | Cagliari-Sampdoria | 1-1           | 19 feb.       |
| 26 set.     | 1-3         | Crotone-Atalanta   | 0-1           | 18 feb.       |
| 25 set.     | 0-0         | Fiorentina-Milan   | 1-2           | 19 feb.       |
| 25 set.     | 1-1         | Genoa-Pescara      | 0-5           | 19 feb.       |
| 25 set.     | 1-1         | Inter-Bologna      | 1-0           | 19 feb.       |
| 25 set.     | 2-0         | Lazio-Empoli       | 2-1           | 18 feb.       |
| 24 set.     | 2-0         | Napoli-Chievo      | 3-1           | 19 feb.       |
| 24 set.     | 0-1         | Palermo-Juventus   | 1-4           | 17 feb.       |
| 25 set.     | 1-0         | Sassuolo-Udinese   | 2-1           | 19 feb.       |
| 25 set.     | 3-1         | Torino-Roma        | 1-4           | 19 feb.       |

| andata (7ª) | andata (7ª) | 7ª giornata       | ritorno (26ª) | ritorno (26ª) |
|             |             |                   |               |               |
| 2 ott.      | 1-0         | Atalanta-Napoli   | 2-0           | 25 feb.       |
| 2 ott.      | 0-1         | Bologna-Genoa     | 1-1           | 26 feb.       |
| 2 ott.      | 2-1         | Cagliari-Crotone  | 2-1           | 26 feb.       |
| 2 ott.      | 0-3         | Empoli-Juventus   | 0-2           | 25 feb.       |
| 2 ott.      | 4-3         | Milan-Sassuolo    | 1-0           | 26 feb.       |
| 1º ott.     | 0-2         | Pescara-Chievo    | 0-2           | 26 feb.       |
| 2 ott.      | 2-1         | Roma-Inter        | 3-1           | 26 feb.       |
| 2 ott.      | 1-1         | Sampdoria-Palermo | 1-1           | 26 feb.       |
| 2 ott.      | 2-1         | Torino-Fiorentina | 2-2           | 27 feb.       |
| 1º ott.     | 0-3         | Udinese-Lazio     | 0-1           | 26 feb.       |

| andata (8ª) | andata (8ª) | 8ª giornata         | ritorno (27ª) | ritorno (27ª) |
|             |             |                     |               |               |
| 16 ott.     | 1-3         | Chievo-Milan        | 1-3           | 4 mar.        |
| 16 ott.     | 0-0         | Fiorentina-Atalanta | 0-0           | 5 mar.        |
| 16 ott.     | 0-0         | Genoa-Empoli        | 2-0           | 5 mar.        |
| 16 ott.     | 1-2         | Inter-Cagliari      | 5-1           | 5 mar.        |
| 15 ott.     | 2-1         | Juventus-Udinese    | 1-1           | 5 mar.        |
| 16 ott.     | 1-1         | Lazio-Bologna       | 2-0           | 5 mar.        |
| 15 ott.     | 1-3         | Napoli-Roma         | 2-1           | 4 mar.        |
| 17 ott.     | 1-4         | Palermo-Torino      | 1-3           | 5 mar.        |
| 15 ott.     | 1-1         | Pescara-Sampdoria   | 1-3           | 4 mar.        |
| 16 ott.     | 2-1         | Sassuolo-Crotone    | 0-0           | 5 mar.        |

| andata (7ª) | andata (7ª) | 7ª giornata       | ritorno (26ª) | ritorno (26ª) |
|             |             |                   |               |               |
| 2 ott.      | 1-0         | Atalanta-Napoli   | 2-0           | 25 feb.       |
| 2 ott.      | 0-1         | Bologna-Genoa     | 1-1           | 26 feb.       |
| 2 ott.      | 2-1         | Cagliari-Crotone  | 2-1           | 26 feb.       |
| 2 ott.      | 0-3         | Empoli-Juventus   | 0-2           | 25 feb.       |
| 2 ott.      | 4-3         | Milan-Sassuolo    | 1-0           | 26 feb.       |
| 1º ott.     | 0-2         | Pescara-Chievo    | 0-2           | 26 feb.       |
| 2 ott.      | 2-1         | Roma-Inter        | 3-1           | 26 feb.       |
| 2 ott.      | 1-1         | Sampdoria-Palermo | 1-1           | 26 feb.       |
| 2 ott.      | 2-1         | Torino-Fiorentina | 2-2           | 27 feb.       |
| 1º ott.     | 0-3         | Udinese-Lazio     | 0-1           | 26 feb.       |

| andata (8ª) | andata (8ª) | 8ª giornata         | ritorno (27ª) | ritorno (27ª) |
|             |             |                     |               |               |
| 16 ott.     | 1-3         | Chievo-Milan        | 1-3           | 4 mar.        |
| 16 ott.     | 0-0         | Fiorentina-Atalanta | 0-0           | 5 mar.        |
| 16 ott.     | 0-0         | Genoa-Empoli        | 2-0           | 5 mar.        |
| 16 ott.     | 1-2         | Inter-Cagliari      | 5-1           | 5 mar.        |
| 15 ott.     | 2-1         | Juventus-Udinese    | 1-1           | 5 mar.        |
| 16 ott.     | 1-1         | Lazio-Bologna       | 2-0           | 5 mar.        |
| 15 ott.     | 1-3         | Napoli-Roma         | 2-1           | 4 mar.        |
| 17 ott.     | 1-4         | Palermo-Torino      | 1-3           | 5 mar.        |
| 15 ott.     | 1-1         | Pescara-Sampdoria   | 1-3           | 4 mar.        |
| 16 ott.     | 2-1         | Sassuolo-Crotone    | 0-0           | 5 mar.        |

| andata (9ª) | andata (9ª) | 9ª giornata         | ritorno (28ª) | ritorno (28ª) |
|             |             |                     |               |               |
| 23 ott.     | 2-1         | Atalanta-Inter      | 1-7           | 12 mar.       |
| 23 ott.     | 1-1         | Bologna-Sassuolo    | 1-0           | 12 mar.       |
| 23 ott.     | 3-5         | Cagliari-Fiorentina | 0-1           | 12 mar.       |
| 23 ott.     | 1-2         | Crotone-Napoli      | 0-3           | 12 mar.       |
| 23 ott.     | 0-0         | Empoli-Chievo       | 0-4           | 12 mar.       |
| 22 ott.     | 1-0         | Milan-Juventus      | 1-2           | 10 mar.       |
| 23 ott.     | 4-1         | Roma-Palermo        | 3-0           | 12 mar.       |
| 22 ott.     | 2-1         | Sampdoria-Genoa     | 1-0           | 11 mar.       |
| 23 ott.     | 2-2         | Torino-Lazio        | 1-3           | 13 mar.       |
| 23 ott.     | 3-1         | Udinese-Pescara     | 3-1           | 12 mar.       |

| andata (10ª) | andata (10ª) | 10ª giornata       | ritorno (29ª) | ritorno (29ª) |
|              |              |                    |               |               |
| 26 ott.      | 1-1          | Chievo-Bologna     | 1-4           | 19 mar.       |
| 26 ott.      | 1-1          | Fiorentina-Crotone | 1-0           | 19 mar.       |
| 25 ott.      | 3-0          | Genoa-Milan        | 0-1           | 18 mar.       |
| 26 ott.      | 2-1          | Inter-Torino       | 2-2           | 18 mar.       |
| 26 ott.      | 4-1          | Juventus-Sampdoria | 1-0           | 19 mar.       |
| 26 ott.      | 4-1          | Lazio-Cagliari     | 0-0           | 19 mar.       |
| 26 ott.      | 2-0          | Napoli-Empoli      | 3-2           | 19 mar.       |
| 27 ott.      | 1-3          | Palermo-Udinese    | 1-4           | 19 mar.       |
| 26 ott.      | 0-1          | Pescara-Atalanta   | 0-3           | 19 mar.       |
| 26 ott.      | 1-3          | Sassuolo-Roma      | 1-3           | 19 mar.       |

| andata (9ª) | andata (9ª) | 9ª giornata         | ritorno (28ª) | ritorno (28ª) |
|             |             |                     |               |               |
| 23 ott.     | 2-1         | Atalanta-Inter      | 1-7           | 12 mar.       |
| 23 ott.     | 1-1         | Bologna-Sassuolo    | 1-0           | 12 mar.       |
| 23 ott.     | 3-5         | Cagliari-Fiorentina | 0-1           | 12 mar.       |
| 23 ott.     | 1-2         | Crotone-Napoli      | 0-3           | 12 mar.       |
| 23 ott.     | 0-0         | Empoli-Chievo       | 0-4           | 12 mar.       |
| 22 ott.     | 1-0         | Milan-Juventus      | 1-2           | 10 mar.       |
| 23 ott.     | 4-1         | Roma-Palermo        | 3-0           | 12 mar.       |
| 22 ott.     | 2-1         | Sampdoria-Genoa     | 1-0           | 11 mar.       |
| 23 ott.     | 2-2         | Torino-Lazio        | 1-3           | 13 mar.       |
| 23 ott.     | 3-1         | Udinese-Pescara     | 3-1           | 12 mar.       |

| andata (10ª) | andata (10ª) | 10ª giornata       | ritorno (29ª) | ritorno (29ª) |
|              |              |                    |               |               |
| 26 ott.      | 1-1          | Chievo-Bologna     | 1-4           | 19 mar.       |
| 26 ott.      | 1-1          | Fiorentina-Crotone | 1-0           | 19 mar.       |
| 25 ott.      | 3-0          | Genoa-Milan        | 0-1           | 18 mar.       |
| 26 ott.      | 2-1          | Inter-Torino       | 2-2           | 18 mar.       |
| 26 ott.      | 4-1          | Juventus-Sampdoria | 1-0           | 19 mar.       |
| 26 ott.      | 4-1          | Lazio-Cagliari     | 0-0           | 19 mar.       |
| 26 ott.      | 2-0          | Napoli-Empoli      | 3-2           | 19 mar.       |
| 27 ott.      | 1-3          | Palermo-Udinese    | 1-4           | 19 mar.       |
| 26 ott.      | 0-1          | Pescara-Atalanta   | 0-3           | 19 mar.       |
| 26 ott.      | 1-3          | Sassuolo-Roma      | 1-3           | 19 mar.       |

| andata (11ª) | andata (11ª) | 11ª giornata       | ritorno (30ª) | ritorno (30ª) |
|              |              |                    |               |               |
| 30 ott.      | 3-0          | Atalanta-Genoa     | 5-0           | 2 apr.        |
| 29 ott.      | 0-1          | Bologna-Fiorentina | 0-1           | 2 apr.        |
| 31 ott.      | 2-1          | Cagliari-Palermo   | 3-1           | 2 apr.        |
| 30 ott.      | 2-0          | Crotone-Chievo     | 2-1           | 2 apr.        |
| 30 ott.      | 0-0          | Empoli-Roma        | 0-2           | 1° apr.       |
| 29 ott.      | 2-1          | Juventus-Napoli    | 1-1           | 2 apr.        |
| 30 ott.      | 2-1          | Lazio-Sassuolo     | 2-1           | 1° apr.       |
| 30 ott.      | 1-0          | Milan-Pescara      | 1-1           | 2 apr.        |
| 30 ott.      | 1-0          | Sampdoria-Inter    | 2-1           | 3 apr.        |
| 31 ott.      | 2-2          | Udinese-Torino     | 2-2           | 2 apr.        |

| andata (12ª) | andata (12ª) | 12ª giornata         | ritorno (31ª) | ritorno (31ª) |
|              |              |                      |               |               |
| 6 nov.       | 1-2          | Chievo-Juventus      | 0-2           | 8 apr.        |
| 6 nov.       | 1-1          | Fiorentina-Sampdoria | 2-2           | 9 apr.        |
| 6 nov.       | 1-1          | Genoa-Udinese        | 0-3           | 9 apr.        |
| 6 nov.       | 3-0          | Inter-Crotone        | 1-2           | 9 apr.        |
| 5 nov.       | 1-1          | Napoli-Lazio         | 3-0           | 9 apr.        |
| 6 nov.       | 1-2          | Palermo-Milan        | 0-4           | 9 apr.        |
| 6 nov.       | 0-4          | Pescara-Empoli       | 1-1           | 8 apr.        |
| 6 nov.       | 3-0          | Roma-Bologna         | 3-0           | 9 apr.        |
| 6 nov.       | 0-3          | Sassuolo-Atalanta    | 1-1           | 8 apr.        |
| 5 nov.       | 5-1          | Torino-Cagliari      | 3-2           | 9 apr.        |

| andata (11ª) | andata (11ª) | 11ª giornata       | ritorno (30ª) | ritorno (30ª) |
|              |              |                    |               |               |
| 30 ott.      | 3-0          | Atalanta-Genoa     | 5-0           | 2 apr.        |
| 29 ott.      | 0-1          | Bologna-Fiorentina | 0-1           | 2 apr.        |
| 31 ott.      | 2-1          | Cagliari-Palermo   | 3-1           | 2 apr.        |
| 30 ott.      | 2-0          | Crotone-Chievo     | 2-1           | 2 apr.        |
| 30 ott.      | 0-0          | Empoli-Roma        | 0-2           | 1° apr.       |
| 29 ott.      | 2-1          | Juventus-Napoli    | 1-1           | 2 apr.        |
| 30 ott.      | 2-1          | Lazio-Sassuolo     | 2-1           | 1° apr.       |
| 30 ott.      | 1-0          | Milan-Pescara      | 1-1           | 2 apr.        |
| 30 ott.      | 1-0          | Sampdoria-Inter    | 2-1           | 3 apr.        |
| 31 ott.      | 2-2          | Udinese-Torino     | 2-2           | 2 apr.        |

| andata (12ª) | andata (12ª) | 12ª giornata         | ritorno (31ª) | ritorno (31ª) |
|              |              |                      |               |               |
| 6 nov.       | 1-2          | Chievo-Juventus      | 0-2           | 8 apr.        |
| 6 nov.       | 1-1          | Fiorentina-Sampdoria | 2-2           | 9 apr.        |
| 6 nov.       | 1-1          | Genoa-Udinese        | 0-3           | 9 apr.        |
| 6 nov.       | 3-0          | Inter-Crotone        | 1-2           | 9 apr.        |
| 5 nov.       | 1-1          | Napoli-Lazio         | 3-0           | 9 apr.        |
| 6 nov.       | 1-2          | Palermo-Milan        | 0-4           | 9 apr.        |
| 6 nov.       | 0-4          | Pescara-Empoli       | 1-1           | 8 apr.        |
| 6 nov.       | 3-0          | Roma-Bologna         | 3-0           | 9 apr.        |
| 6 nov.       | 0-3          | Sassuolo-Atalanta    | 1-1           | 8 apr.        |
| 5 nov.       | 5-1          | Torino-Cagliari      | 3-2           | 9 apr.        |

| andata (13ª) | andata (13ª) | 13ª giornata       | ritorno (32ª) | ritorno (32ª) |
|              |              |                    |               |               |
| 20 nov.      | 2-1          | Atalanta-Roma      | 1-1           | 15 apr.       |
| 20 nov.      | 3-1          | Bologna-Palermo    | 0-0           | 15 apr.       |
| 19 nov.      | 1-0          | Chievo-Cagliari    | 0-4           | 15 apr.       |
| 20 nov.      | 0-2          | Crotone-Torino     | 1-1           | 15 apr.       |
| 20 nov.      | 0-4          | Empoli-Fiorentina  | 2-1           | 15 apr.       |
| 19 nov.      | 3-0          | Juventus-Pescara   | 2-0           | 15 apr.       |
| 20 nov.      | 3-1          | Lazio-Genoa        | 2-2           | 15 apr.       |
| 20 nov.      | 2-2          | Milan-Inter        | 2-2           | 15 apr.       |
| 20 nov.      | 3-2          | Sampdoria-Sassuolo | 1-2           | 15 apr.       |
| 19 nov.      | 1-2          | Udinese-Napoli     | 0-3           | 15 apr.       |

| andata (14ª) | andata (14ª) | 14ª giornata      | ritorno (33ª) | ritorno (33ª) |
|              |              |                   |               |               |
| 27 nov.      | 0-2          | Bologna-Atalanta  | 2-3           | 22 apr.       |
| 27 nov.      | 2-1          | Cagliari-Udinese  | 1-2           | 23 apr.       |
| 27 nov.      | 1-1          | Crotone-Sampdoria | 2-1           | 23 apr.       |
| 26 nov.      | 1-4          | Empoli-Milan      | 2-1           | 23 apr.       |
| 27 nov.      | 3-1          | Genoa-Juventus    | 0-4           | 23 apr.       |
| 28 nov.      | 4-2          | Inter-Fiorentina  | 4-5           | 22 apr.       |
| 28 nov.      | 1-1          | Napoli-Sassuolo   | 2-2           | 23 apr.       |
| 27 nov.      | 0-1          | Palermo-Lazio     | 2-6           | 23 apr.       |
| 27 nov.      | 3-2          | Roma-Pescara      | 4-1           | 24 apr.       |
| 26 nov.      | 2-1          | Torino-Chievo     | 3-1           | 23 apr.       |

| andata (13ª) | andata (13ª) | 13ª giornata       | ritorno (32ª) | ritorno (32ª) |
|              |              |                    |               |               |
| 20 nov.      | 2-1          | Atalanta-Roma      | 1-1           | 15 apr.       |
| 20 nov.      | 3-1          | Bologna-Palermo    | 0-0           | 15 apr.       |
| 19 nov.      | 1-0          | Chievo-Cagliari    | 0-4           | 15 apr.       |
| 20 nov.      | 0-2          | Crotone-Torino     | 1-1           | 15 apr.       |
| 20 nov.      | 0-4          | Empoli-Fiorentina  | 2-1           | 15 apr.       |
| 19 nov.      | 3-0          | Juventus-Pescara   | 2-0           | 15 apr.       |
| 20 nov.      | 3-1          | Lazio-Genoa        | 2-2           | 15 apr.       |
| 20 nov.      | 2-2          | Milan-Inter        | 2-2           | 15 apr.       |
| 20 nov.      | 3-2          | Sampdoria-Sassuolo | 1-2           | 15 apr.       |
| 19 nov.      | 1-2          | Udinese-Napoli     | 0-3           | 15 apr.       |

| andata (14ª) | andata (14ª) | 14ª giornata      | ritorno (33ª) | ritorno (33ª) |
|              |              |                   |               |               |
| 27 nov.      | 0-2          | Bologna-Atalanta  | 2-3           | 22 apr.       |
| 27 nov.      | 2-1          | Cagliari-Udinese  | 1-2           | 23 apr.       |
| 27 nov.      | 1-1          | Crotone-Sampdoria | 2-1           | 23 apr.       |
| 26 nov.      | 1-4          | Empoli-Milan      | 2-1           | 23 apr.       |
| 27 nov.      | 3-1          | Genoa-Juventus    | 0-4           | 23 apr.       |
| 28 nov.      | 4-2          | Inter-Fiorentina  | 4-5           | 22 apr.       |
| 28 nov.      | 1-1          | Napoli-Sassuolo   | 2-2           | 23 apr.       |
| 27 nov.      | 0-1          | Palermo-Lazio     | 2-6           | 23 apr.       |
| 27 nov.      | 3-2          | Roma-Pescara      | 4-1           | 24 apr.       |
| 26 nov.      | 2-1          | Torino-Chievo     | 3-1           | 23 apr.       |

| andata (15ª) | andata (15ª) | 15ª giornata       | ritorno (34ª) | ritorno (34ª) |
|              |              |                    |               |               |
| 5 dic.       | 0-0          | Chievo-Genoa       | 2-1           | 30 apr.       |
| 4 dic.       | 2-1          | Fiorentina-Palermo | 0-2           | 30 apr.       |
| 3 dic.       | 3-1          | Juventus-Atalanta  | 2-2           | 28 apr.       |
| 4 dic.       | 0-2          | Lazio-Roma         | 3-1           | 30 apr.       |
| 4 dic.       | 2-1          | Milan-Crotone      | 1-1           | 30 apr.       |
| 2 dic.       | 3-0          | Napoli-Inter       | 1-0           | 30 apr.       |
| 4 dic.       | 1-1          | Pescara-Cagliari   | 0-1           | 30 apr.       |
| 4 dic.       | 2-0          | Sampdoria-Torino   | 1-1           | 29 apr.       |
| 4 dic.       | 3-0          | Sassuolo-Empoli    | 3-1           | 30 apr.       |
| 5 dic.       | 1-0          | Udinese-Bologna    | 0-4           | 30 apr.       |

| andata (16ª) | andata (16ª) | 16ª giornata        | ritorno (35ª) | ritorno (35ª) |
|              |              |                     |               |               |
| 11 dic.      | 1-3          | Atalanta-Udinese    | 1-1           | 7 mag.        |
| 11 dic.      | 0-0          | Bologna-Empoli      | 1-3           | 7 mag.        |
| 11 dic.      | 0-5          | Cagliari-Napoli     | 1-3           | 6 mag.        |
| 10 dic.      | 2-1          | Crotone-Pescara     | 1-0           | 7 mag.        |
| 12 dic.      | 2-1          | Fiorentina-Sassuolo | 2-2           | 7 mag.        |
| 11 dic.      | 2-0          | Inter-Genoa         | 0-1           | 7 mag.        |
| 11 dic.      | 0-2          | Palermo-Chievo      | 1-1           | 7 mag.        |
| 12 dic.      | 1-0          | Roma-Milan          | 4-1           | 7 mag.        |
| 10 dic.      | 1-2          | Sampdoria-Lazio     | 3-7           | 7 mag.        |
| 11 dic.      | 1-3          | Torino-Juventus     | 1-1           | 6 mag.        |

| andata (15ª) | andata (15ª) | 15ª giornata       | ritorno (34ª) | ritorno (34ª) |
|              |              |                    |               |               |
| 5 dic.       | 0-0          | Chievo-Genoa       | 2-1           | 30 apr.       |
| 4 dic.       | 2-1          | Fiorentina-Palermo | 0-2           | 30 apr.       |
| 3 dic.       | 3-1          | Juventus-Atalanta  | 2-2           | 28 apr.       |
| 4 dic.       | 0-2          | Lazio-Roma         | 3-1           | 30 apr.       |
| 4 dic.       | 2-1          | Milan-Crotone      | 1-1           | 30 apr.       |
| 2 dic.       | 3-0          | Napoli-Inter       | 1-0           | 30 apr.       |
| 4 dic.       | 1-1          | Pescara-Cagliari   | 0-1           | 30 apr.       |
| 4 dic.       | 2-0          | Sampdoria-Torino   | 1-1           | 29 apr.       |
| 4 dic.       | 3-0          | Sassuolo-Empoli    | 3-1           | 30 apr.       |
| 5 dic.       | 1-0          | Udinese-Bologna    | 0-4           | 30 apr.       |

| andata (16ª) | andata (16ª) | 16ª giornata        | ritorno (35ª) | ritorno (35ª) |
|              |              |                     |               |               |
| 11 dic.      | 1-3          | Atalanta-Udinese    | 1-1           | 7 mag.        |
| 11 dic.      | 0-0          | Bologna-Empoli      | 1-3           | 7 mag.        |
| 11 dic.      | 0-5          | Cagliari-Napoli     | 1-3           | 6 mag.        |
| 10 dic.      | 2-1          | Crotone-Pescara     | 1-0           | 7 mag.        |
| 12 dic.      | 2-1          | Fiorentina-Sassuolo | 2-2           | 7 mag.        |
| 11 dic.      | 2-0          | Inter-Genoa         | 0-1           | 7 mag.        |
| 11 dic.      | 0-2          | Palermo-Chievo      | 1-1           | 7 mag.        |
| 12 dic.      | 1-0          | Roma-Milan          | 4-1           | 7 mag.        |
| 10 dic.      | 1-2          | Sampdoria-Lazio     | 3-7           | 7 mag.        |
| 11 dic.      | 1-3          | Torino-Juventus     | 1-1           | 6 mag.        |

| andata (17ª) | andata (17ª) | 17ª giornata     | ritorno (36ª) | ritorno (36ª) |
|              |              |                  |               |               |
| 18 dic.      | 2-1          | Chievo-Sampdoria | 1-1           | 14 mag.       |
| 17 dic.      | 2-0          | Empoli-Cagliari  | 2-3           | 14 mag.       |
| 18 dic.      | 3-4          | Genoa-Palermo    | 0-1           | 14 mag.       |
| 17 dic.      | 1-0          | Juventus-Roma    | 1-3           | 14 mag.       |
| 18 dic.      | 3-1          | Lazio-Fiorentina | 2-3           | 13 mag.       |
| 17 dic.      | 0-0          | Milan-Atalanta   | 1-1           | 13 mag.       |
| 18 dic.      | 5-3          | Napoli-Torino    | 5-0           | 14 mag.       |
| 18 dic.      | 0-3          | Pescara-Bologna  | 1-3           | 14 mag.       |
| 18 dic.      | 0-1          | Sassuolo-Inter   | 2-1           | 14 mag.       |
| 18 dic.      | 2-0          | Udinese-Crotone  | 0-1           | 14 mag.       |

| andata (18ª) | andata (18ª) | 18ª giornata      | ritorno (37ª) | ritorno (37ª) |
|              |              |                   |               |               |
| 20 dic.      | 2-1          | Atalanta-Empoli   | 1-0           | 21 mag.       |
| 8 feb.       | 0-1          | Bologna-Milan     | 0-3           | 21 mag.       |
| 22 dic.      | 4-3          | Cagliari-Sassuolo | 2-6           | 21 mag.       |
| 8 feb.       | 0-2          | Crotone-Juventus  | 0-3           | 21 mag.       |
| 22 dic.      | 3-3          | Fiorentina-Napoli | 1-4           | 20 mag.       |
| 21 dic.      | 3-0          | Inter-Lazio       | 3-1           | 21 mag.       |
| 22 dic.      | 1-1          | Palermo-Pescara   | 0-2           | 22 mag.       |
| 22 dic.      | 3-1          | Roma-Chievo       | 5-3           | 20 mag.       |
| 22 dic.      | 0-0          | Sampdoria-Udinese | 1-1           | 21 mag.       |
| 22 dic.      | 1-0          | Torino-Genoa      | 1-2           | 21 mag.       |

| andata (17ª) | andata (17ª) | 17ª giornata     | ritorno (36ª) | ritorno (36ª) |
|              |              |                  |               |               |
| 18 dic.      | 2-1          | Chievo-Sampdoria | 1-1           | 14 mag.       |
| 17 dic.      | 2-0          | Empoli-Cagliari  | 2-3           | 14 mag.       |
| 18 dic.      | 3-4          | Genoa-Palermo    | 0-1           | 14 mag.       |
| 17 dic.      | 1-0          | Juventus-Roma    | 1-3           | 14 mag.       |
| 18 dic.      | 3-1          | Lazio-Fiorentina | 2-3           | 13 mag.       |
| 17 dic.      | 0-0          | Milan-Atalanta   | 1-1           | 13 mag.       |
| 18 dic.      | 5-3          | Napoli-Torino    | 5-0           | 14 mag.       |
| 18 dic.      | 0-3          | Pescara-Bologna  | 1-3           | 14 mag.       |
| 18 dic.      | 0-1          | Sassuolo-Inter   | 2-1           | 14 mag.       |
| 18 dic.      | 2-0          | Udinese-Crotone  | 0-1           | 14 mag.       |

| andata (18ª) | andata (18ª) | 18ª giornata      | ritorno (37ª) | ritorno (37ª) |
|              |              |                   |               |               |
| 20 dic.      | 2-1          | Atalanta-Empoli   | 1-0           | 21 mag.       |
| 8 feb.       | 0-1          | Bologna-Milan     | 0-3           | 21 mag.       |
| 22 dic.      | 4-3          | Cagliari-Sassuolo | 2-6           | 21 mag.       |
| 8 feb.       | 0-2          | Crotone-Juventus  | 0-3           | 21 mag.       |
| 22 dic.      | 3-3          | Fiorentina-Napoli | 1-4           | 20 mag.       |
| 21 dic.      | 3-0          | Inter-Lazio       | 3-1           | 21 mag.       |
| 22 dic.      | 1-1          | Palermo-Pescara   | 0-2           | 22 mag.       |
| 22 dic.      | 3-1          | Roma-Chievo       | 5-3           | 20 mag.       |
| 22 dic.      | 0-0          | Sampdoria-Udinese | 1-1           | 21 mag.       |
| 22 dic.      | 1-0          | Torino-Genoa      | 1-2           | 21 mag.       |

| \| andata (19ª) \| andata (19ª) \| 19ª giornata \| ritorno (38ª) \| ritorno (38ª) \| \| \| \| \| \| \| \| 8 gen. \| 1-4 \| Chievo-Atalanta \| 0-1 \| 27 mag. \| \| 7 gen. \| 1-0 \| Empoli-Palermo \| 1-2 \| 28 mag. \| \| 8 gen. \| 0-1 \| Genoa-Roma \| 2-3 \| 28 mag. \| \| 8 gen. \| 3-0 \| Juventus-Bologna \| 2-1 \| 27 mag. \| \| 8 gen. \| 1-0 \| Lazio-Crotone \| 1-3 \| 28 mag. \| \| 8 gen. \| 1-0 \| Milan-Cagliari \| 1-2 \| 28 mag. \| \| 7 gen. \| 2-1 \| Napoli-Sampdoria \| 4-2 \| 28 mag. \| \| 1° feb. \| 1-2 \| Pescara-Fiorentina \| 2-2 \| 28 mag. \| \| 8 gen. \| 0-0 \| Sassuolo-Torino \| 3-5 \| 28 mag. \| \| 8 gen. \| 1-2 \| Udinese-Inter \| 2-5 \| 28 mag. \| |              |                    |               |               |
| andata (19ª) | andata (19ª) | 19ª giornata       | ritorno (38ª) | ritorno (38ª) |
| |              |                    |               |               |
| 8 gen. | 1-4          | Chievo-Atalanta    | 0-1           | 27 mag.       |
| 7 gen. | 1-0          | Empoli-Palermo     | 1-2           | 28 mag.       |
| 8 gen. | 0-1          | Genoa-Roma         | 2-3           | 28 mag.       |
| 8 gen. | 3-0          | Juventus-Bologna   | 2-1           | 27 mag.       |
| 8 gen. | 1-0          | Lazio-Crotone      | 1-3           | 28 mag.       |
| 8 gen. | 1-0          | Milan-Cagliari     | 1-2           | 28 mag.       |
| 7 gen. | 2-1          | Napoli-Sampdoria   | 4-2           | 28 mag.       |
| 1° feb. | 1-2          | Pescara-Fiorentina | 2-2           | 28 mag.       |
| 8 gen. | 0-0          | Sassuolo-Torino    | 3-5           | 28 mag.       |
| 8 gen. | 1-2          | Udinese-Inter      | 2-5           | 28 mag.       |

| andata (19ª) | andata (19ª) | 19ª giornata       | ritorno (38ª) | ritorno (38ª) |
|              |              |                    |               |               |
| 8 gen.       | 1-4          | Chievo-Atalanta    | 0-1           | 27 mag.       |
| 7 gen.       | 1-0          | Empoli-Palermo     | 1-2           | 28 mag.       |
| 8 gen.       | 0-1          | Genoa-Roma         | 2-3           | 28 mag.       |
| 8 gen.       | 3-0          | Juventus-Bologna   | 2-1           | 27 mag.       |
| 8 gen.       | 1-0          | Lazio-Crotone      | 1-3           | 28 mag.       |
| 8 gen.       | 1-0          | Milan-Cagliari     | 1-2           | 28 mag.       |
| 7 gen.       | 2-1          | Napoli-Sampdoria   | 4-2           | 28 mag.       |
| 1° feb.      | 1-2          | Pescara-Fiorentina | 2-2           | 28 mag.       |
| 8 gen.       | 0-0          | Sassuolo-Torino    | 3-5           | 28 mag.       |
| 8 gen.       | 1-2          | Udinese-Inter      | 2-5           | 28 mag.       |

## Statistiche

### Squadre

#### Capoliste solitarie
|    | —— | —— | ——  | ——       | ——       | ——       | ——       | ——       | ——       | ——       | ——       | ——       | ——       | ——       | ——       | ——       | ——       | ——       | ——       | ——       | ——       | ——       | ——       | ——       | ——       | ——       | ——       | ——       | ——       | ——       | ——       | ——       | ——       | ——       | ——       | ——       | ——       | —— |  |
|    |    |    | Nap | Juventus | Juventus | Juventus | Juventus | Juventus | Juventus | Juventus | Juventus | Juventus | Juventus | Juventus | Juventus | Juventus | Juventus | Juventus | Juventus | Juventus | Juventus | Juventus | Juventus | Juventus | Juventus | Juventus | Juventus | Juventus | Juventus | Juventus | Juventus | Juventus | Juventus | Juventus | Juventus | Juventus | Juventus |    |  |
|    |    |    |     |          |          |          |          |          |          |          |          |          |          |          |          |          |          |          |          |          |          |          |          |          |          |          |          |          |          |          |          |          |          |          |          |          |          |    |  |
|    |    |    |     |          |          |          |          |          |          |          |          |          |          |          |          |          |          |          |          |          |          |          |          |          |          |          |          |          |          |          |          |          |          |          |          |          |          |    |  |
| 1ª | 2ª | 3ª | 4ª  | 5ª       | 6ª       | 7ª       | 8ª       | 9ª       | 10ª      | 11ª      | 12ª      | 13ª      | 14ª      | 15ª      | 16ª      | 17ª      | 18ª      | 19ª      | 20ª      | 21ª      | 22ª      | 23ª      | 24ª      | 25ª      | 26ª      | 27ª      | 28ª      | 29ª      | 30ª      | 31ª      | 32ª      | 33ª      | 34ª      | 35ª      | 36ª      | 37ª      | 38ª      |    |  |

#### Classifica in divenire
|            | 1ª | 2ª | 3ª | 4ª | 5ª | 6ª | 7ª | 8ª | 9ª | 10ª | 11ª | 12ª | 13ª | 14ª | 15ª | 16ª | 17ª | 18ª | 19ª | 20ª | 21ª | 22ª | 23ª | 24ª | 25ª | 26ª | 27ª | 28ª | 29ª | 30ª | 31ª | 32ª | 33ª | 34ª | 35ª | 36ª | 37ª | 38ª |
|            |    |    |    |    |    |    |    |    |    |     |     |     |     |     |     |     |     |     |     |     |     |     |     |     |     |     |     |     |     |     |     |     |     |     |     |     |     |     |
| ---------- | -- | -- | -- | -- | -- | -- | -- | -- | -- | --- | --- | --- | --- | --- | --- | --- | --- | --- | --- | --- | --- | --- | --- | --- | --- | --- | --- | --- | --- | --- | --- | --- | --- | --- | --- | --- | --- | --- |
| Atalanta   | 0  | 0  | 3  | 3  | 3  | 6  | 9  | 10 | 13 | 16  | 19  | 22  | 25  | 28  | 28  | 28  | 29  | 32  | 35  | 35  | 38  | 39  | 42  | 45  | 48  | 51  | 52  | 52  | 55  | 58  | 59  | 60  | 63  | 64  | 65  | 66  | 69  | 72  |
| Bologna    | 3  | 3  | 6  | 6  | 9  | 10 | 10 | 11 | 12 | 13  | 13  | 13  | 16  | 16  | 16  | 17  | 20  | 20  | 20  | 23  | 26  | 27  | 27  | 27  | 27  | 28  | 28  | 31  | 34  | 34  | 34  | 35  | 35  | 38  | 38  | 41  | 41  | 41  |
| Cagliari   | 0  | 1  | 1  | 4  | 4  | 7  | 10 | 13 | 13 | 13  | 16  | 16  | 16  | 19  | 20  | 20  | 20  | 23  | 23  | 26  | 26  | 27  | 27  | 27  | 28  | 31  | 31  | 31  | 32  | 35  | 35  | 38  | 38  | 41  | 41  | 44  | 44  | 47  |
| Chievo     | 3  | 3  | 4  | 7  | 10 | 10 | 13 | 13 | 14 | 15  | 15  | 15  | 18  | 18  | 19  | 22  | 25  | 25  | 25  | 25  | 25  | 28  | 29  | 32  | 32  | 35  | 35  | 38  | 38  | 38  | 38  | 38  | 38  | 41  | 42  | 43  | 43  | 43  |
| Crotone    | 0  | 0  | 0  | 1  | 1  | 1  | 1  | 1  | 1  | 2   | 5   | 5   | 5   | 6   | 6   | 9   | 9   | 9   | 9   | 9   | 10  | 13  | 13  | 13  | 13  | 13  | 14  | 14  | 14  | 17  | 20  | 21  | 24  | 25  | 28  | 31  | 31  | 34  |
| Empoli     | 0  | 0  | 3  | 4  | 4  | 4  | 4  | 5  | 6  | 6   | 7   | 10  | 10  | 10  | 10  | 11  | 14  | 14  | 17  | 18  | 21  | 21  | 22  | 22  | 22  | 22  | 22  | 22  | 22  | 22  | 23  | 26  | 29  | 29  | 32  | 32  | 32  | 32  |
| Fiorentina | 0  | 3  | 3  | 6  | 7  | 8  | 8  | 9  | 12 | 13  | 16  | 17  | 20  | 20  | 23  | 26  | 26  | 27  | 30  | 33  | 36  | 37  | 37  | 40  | 40  | 41  | 42  | 45  | 48  | 51  | 52  | 52  | 55  | 55  | 56  | 59  | 59  | 60  |
| Genoa      | 3  | 6  | 9  | 9  | 10 | 11 | 14 | 15 | 15 | 18  | 18  | 19  | 19  | 22  | 23  | 23  | 23  | 23  | 23  | 23  | 24  | 25  | 25  | 25  | 25  | 26  | 29  | 29  | 29  | 29  | 29  | 30  | 30  | 30  | 33  | 33  | 36  | 36  |
| Inter      | 0  | 1  | 4  | 7  | 10 | 11 | 11 | 11 | 11 | 14  | 14  | 17  | 18  | 21  | 21  | 24  | 27  | 30  | 33  | 36  | 39  | 42  | 42  | 45  | 48  | 48  | 51  | 54  | 55  | 55  | 55  | 56  | 56  | 56  | 56  | 56  | 59  | 62  |
| Juventus   | 3  | 6  | 9  | 9  | 12 | 15 | 18 | 21 | 21 | 24  | 27  | 30  | 33  | 33  | 36  | 39  | 42  | 45  | 48  | 48  | 51  | 54  | 57  | 60  | 63  | 66  | 67  | 70  | 73  | 74  | 77  | 80  | 83  | 84  | 85  | 85  | 88  | 91  |
| Lazio      | 3  | 3  | 4  | 7  | 7  | 10 | 13 | 14 | 15 | 18  | 21  | 22  | 25  | 28  | 28  | 31  | 34  | 34  | 37  | 40  | 40  | 40  | 43  | 44  | 47  | 50  | 53  | 56  | 57  | 60  | 60  | 61  | 64  | 67  | 70  | 70  | 70  | 70  |
| Milan      | 3  | 3  | 3  | 6  | 9  | 10 | 13 | 16 | 19 | 19  | 22  | 25  | 26  | 29  | 32  | 32  | 33  | 36  | 39  | 40  | 40  | 40  | 40  | 41  | 44  | 47  | 50  | 50  | 53  | 54  | 57  | 58  | 58  | 59  | 59  | 60  | 63  | 63  |
| Napoli     | 1  | 4  | 7  | 10 | 11 | 14 | 14 | 14 | 17 | 20  | 20  | 21  | 24  | 25  | 28  | 31  | 34  | 35  | 38  | 41  | 44  | 45  | 48  | 51  | 54  | 54  | 57  | 60  | 63  | 64  | 67  | 70  | 71  | 74  | 77  | 80  | 83  | 86  |
| Palermo    | 0  | 1  | 1  | 2  | 5  | 5  | 6  | 6  | 6  | 6   | 6   | 6   | 6   | 6   | 6   | 6   | 9   | 10  | 10  | 10  | 10  | 11  | 14  | 14  | 14  | 15  | 15  | 15  | 15  | 15  | 15  | 16  | 16  | 19  | 20  | 23  | 23  | 26  |
| Pescara    | 1  | 4  | 4  | 4  | 5  | 6  | 6  | 7  | 7  | 7   | 7   | 7   | 7   | 7   | 8   | 8   | 8   | 9   | 9   | 9   | 9   | 9   | 9   | 9   | 12  | 12  | 12  | 12  | 12  | 13  | 14  | 14  | 14  | 14  | 14  | 14  | 17  | 18  |
| Roma       | 3  | 4  | 7  | 7  | 10 | 10 | 13 | 16 | 19 | 22  | 23  | 26  | 26  | 29  | 32  | 35  | 35  | 38  | 41  | 44  | 47  | 47  | 50  | 53  | 56  | 59  | 59  | 62  | 65  | 68  | 71  | 72  | 75  | 75  | 78  | 81  | 84  | 87  |
| Sampdoria  | 3  | 6  | 6  | 6  | 6  | 6  | 7  | 8  | 11 | 11  | 14  | 15  | 18  | 19  | 22  | 22  | 22  | 23  | 23  | 24  | 24  | 27  | 30  | 33  | 34  | 35  | 38  | 41  | 41  | 44  | 45  | 45  | 45  | 46  | 46  | 47  | 48  | 48  |
| Sassuolo   | 3  | 3  | 3  | 6  | 6  | 9  | 9  | 12 | 13 | 13  | 13  | 13  | 13  | 14  | 17  | 17  | 17  | 17  | 18  | 21  | 24  | 24  | 27  | 27  | 30  | 30  | 31  | 31  | 31  | 31  | 32  | 35  | 36  | 39  | 40  | 43  | 46  | 46  |
| Torino     | 0  | 3  | 3  | 4  | 5  | 8  | 11 | 14 | 15 | 15  | 16  | 19  | 22  | 25  | 25  | 25  | 25  | 28  | 29  | 30  | 30  | 31  | 32  | 35  | 35  | 36  | 39  | 39  | 40  | 41  | 44  | 45  | 48  | 49  | 50  | 50  | 50  | 53  |
| Udinese    | 0  | 3  | 6  | 6  | 7  | 7  | 7  | 7  | 10 | 13  | 14  | 15  | 15  | 15  | 18  | 21  | 24  | 25  | 25  | 25  | 25  | 28  | 29  | 29  | 29  | 29  | 30  | 33  | 36  | 37  | 40  | 40  | 43  | 43  | 44  | 44  | 45  | 45  |

Note:
Alcune partite si sono disputate in date diverse da quelle previste per le relative giornate di campionato, pertanto la tabella potrebbe non rispecchiare il reale andamento delle squadre nel periodo corrispondente:
- Genoa-Fiorentina della 3ª giornata è stata effettivamente giocata tra la 16ª e la 17ª giornata.
- Bologna-Milan della 18ª giornata è stata effettivamente giocata tra la 23ª e la 24ª giornata.
- Crotone-Juventus della 18ª giornata è stata effettivamente giocata tra la 23ª e la 24ª giornata.
- Pescara-Fiorentina della 19ª giornata è stata effettivamente giocata tra la 22ª e la 23ª giornata.

#### Classifiche di rendimento

##### Rendimento andata-ritorno
| Andata     | Andata | Ritorno    | Ritorno |
|            |        |            |         |
| Juventus   | 48     | Napoli     | 48      |
| Roma       | 41     | Roma       | 46      |
| Milan      | 39     | Juventus   | 43      |
| Napoli     | 38     | Atalanta   | 37      |
| Lazio      | 37     | Lazio      | 33      |
| Atalanta   | 35     | Fiorentina | 30      |
| Inter      | 33     | Inter      | 29      |
| Fiorentina | 30     | Sassuolo   | 28      |
| Torino     | 29     | Sampdoria  | 25      |
| Chievo     | 25     | Crotone    | 25      |
| Udinese    | 25     | Cagliari   | 24      |
| Cagliari   | 23     | Milan      | 24      |
| Genoa      | 23     | Torino     | 24      |
| Sampdoria  | 23     | Bologna    | 21      |
| Bologna    | 20     | Udinese    | 20      |
| Sassuolo   | 18     | Chievo     | 18      |
| Empoli     | 17     | Palermo    | 16      |
| Palermo    | 10     | Empoli     | 15      |
| Crotone    | 9      | Genoa      | 13      |
| Pescara    | 9      | Pescara    | 9       |

##### Rendimento casa-trasferta
| Casa       | Casa | Trasferta  | Trasferta |
|            |      |            |           |
| Juventus   | 55   | Napoli     | 43        |
| Roma       | 49   | Roma       | 38        |
| Napoli     | 43   | Juventus   | 36        |
| Atalanta   | 40   | Lazio      | 32        |
| Milan      | 38   | Atalanta   | 32        |
| Lazio      | 38   | Inter      | 26        |
| Fiorentina | 38   | Milan      | 25        |
| Cagliari   | 36   | Fiorentina | 22        |
| Inter      | 36   | Sassuolo   | 22        |
| Torino     | 35   | Chievo     | 20        |
| Sampdoria  | 30   | Torino     | 18        |
| Udinese    | 29   | Sampdoria  | 18        |
| Bologna    | 26   | Udinese    | 16        |
| Genoa      | 25   | Bologna    | 15        |
| Sassuolo   | 24   | Empoli     | 13        |
| Chievo     | 23   | Crotone    | 12        |
| Crotone    | 22   | Cagliari   | 11        |
| Empoli     | 19   | Genoa      | 11        |
| Palermo    | 15   | Palermo    | 11        |
| Pescara    | 11   | Pescara    | 7         |

#### Primati stagionali
Squadre:
- Maggior numero di vittorie: Juventus (29)
- Minor numero di vittorie: Pescara (3)
- Maggior numero di pareggi: Torino (14)
- Minor numero di pareggi: Roma (3)
- Maggior numero di sconfitte: Pescara (26)
- Minor numero di sconfitte: Napoli (4)
- Miglior attacco: Napoli (94 gol fatti)
- Peggior attacco: Empoli (29 gol fatti)
- Miglior difesa: Juventus (27 gol subiti)
- Peggior difesa: Pescara (81 gol subiti)
- Miglior differenza reti: Napoli (+55)
- Peggior differenza reti: Palermo e Pescara (-44)
- Miglior serie positiva: Juventus (15, 21ª-35ª)
- Maggior numero di vittorie consecutive: Inter (7, 16ª-22ª)
- Maggior numero di sconfitte consecutive: Palermo (9, 8ª-16ª)

Partite:
- Partite con più gol: Lazio-Sampdoria 7-3 (10)
- Partite con maggiore scarto di gol: Bologna-Napoli 1-7 e Inter-Atalanta 7-1 (6)
- Partita con più espulsi: Bologna-Genoa e Udinese-Sampdoria (3)
- Giornata con maggior numero di gol: 33ª (48)

### Individuali

#### Classifica marcatori
| Gol | Rigori |  | Giocatore           | Squadra    |
| --- | ------ |  | ------------------- | ---------- |
| 29  | 1      |  | Edin Džeko          | Roma       |
| 28  | 2      |  | Dries Mertens       | Napoli     |
| 26  | 2      |  | Andrea Belotti      | Torino     |
| 24  |        |  | Gonzalo Higuaín     | Juventus   |
| 24  | 3      |  | Mauro Icardi        | Inter      |
| 23  | 6      |  | Ciro Immobile       | Lazio      |
| 18  | 2      |  | Lorenzo Insigne     | Napoli     |
| 16  | 1      |  | Marco Borriello     | Cagliari   |
| 16  | 2      |  | Keita Baldé         | Lazio      |
| 16  | 2      |  | Alejandro Gómez     | Atalanta   |
| 15  |        |  | Mohamed Salah       | Roma       |
| 15  | 1      |  | Nikola Kalinić      | Fiorentina |
| 14  |        |  | José María Callejón | Napoli     |
| 13  | 2      |  | Diego Falcinelli    | Crotone    |
| 13  | 4      |  | Carlos Bacca        | Milan      |

### Media spettatori
Media spettatori della Serie A 2016-2017.
| Club       | Pos. | Media  | Max.   | Min.   | Totale  | Abbonamenti |
| ---------- | ---- | ------ | ------ | ------ | ------- | ----------- |
| Inter      | 1    | 46 622 | 78 328 | 33 788 | 885 818 | -           |
| Milan      | 2    | 40 326 | 77 882 | 26 464 | 766 185 | 16 450      |
| Juventus   | 3    | 39 936 | 41 470 | 38 144 | 758 788 | 29 300      |
| Napoli     | 4    | 36 601 | 53 085 | 15 912 | 695 410 | -           |
| Roma       | 5    | 32 638 | 59 716 | 23 633 | 620 118 | 19 022      |
| Fiorentina | 6    | 26 470 | 34 085 | 22 049 | 502 936 | 20 154      |
| Genoa      | 7    | 21 335 | 31 190 | 18 686 | 405 356 | 18 041      |
| Bologna    | 8    | 21 189 | 29 233 | 16 998 | 402 584 | 13 746      |
| Lazio      | 9    | 20 453 | 40 000 | 10 000 | 388 600 | -           |
| Sampdoria  | 10   | 19 852 | 29 824 | 17 526 | 377 183 | 16 789      |
| Torino     | 11   | 19 327 | 26 500 | 14 827 | 367 210 | 11 468      |
| Udinese    | 12   | 17 878 | 26 278 | 13 239 | 339 686 | 10 774      |
| Atalanta   | 13   | 16 948 | 19 656 | 13 823 | 322 018 | 10 873      |
| Pescara    | 14   | 13 543 | 20 088 | 10 062 | 257 319 | 8 483       |
| Palermo    | 15   | 13 204 | 27 039 | 8 559  | 250 876 | 6 323       |
| Cagliari   | 16   | 12 998 | 15 874 | 6 915  | 246 954 | 7 409       |
| Sassuolo   | 17   | 12 362 | 21 584 | 9 071  | 234 873 | 6 502       |
| Chievo     | 18   | 11 632 | 27 000 | 8 000  | 221 000 | 7 558       |
| Crotone    | 19   | 9 636  | 15 354 | 7 298  | 154 178 | 6 243       |
| Empoli     | 20   | 9 409  | 15 424 | 7 105  | 178 775 | 6 561       |

### Arbitri
Di seguito è indicata, in ordine alfabetico, la lista dei 40 arbitri che hanno preso parte alla Serie A 2016-2017. Tra parentesi è riportato il numero di incontri diretti. 
- Eugenio Abbattista (1)
- Rosario Abisso (3)
- Gianluca Aureliano (1)
- Luca Banti (16)
- Gianpaolo Calvarese (16)
- Domenico Celi (15)
- Daniele Chiffi (2)
- Antonio Damato (17)
- Marco Di Bello (17)
- Antonio Di Martino (1)
- Aleandro Di Paolo (1)
- Daniele Doveri (17)
- Michael Fabbri (16)
- Claudio Gavillucci (15)
- Davide Ghersini (3)
- Piero Giacomelli (17)
- Marco Guida (15)
- Massimiliano Irrati (16)
- Federico La Penna (1)
- Gianluca Manganiello (3)

- Fabio Maresca (15)
- Maurizio Mariani (17)
- Valerio Marini (1)
- Daniele Martinelli (1)
- Davide Massa (16)
- Paolo Mazzoleni (17)
- Daniele Minelli (1)
- Luigi Nasca (1)
- Daniele Orsato (15)
- Luca Pairetto (14)
- Fabrizio Pasqua (3)
- Riccardo Pinzani (1)
- Antonio Rapuano (1)
- Nicola Rizzoli (17)
- Gianluca Rocchi (16)
- Carmine Russo (17)
- Juan Luca Sacchi (1)
- Marco Serra (1)
- Paolo Tagliavento (16)
- Paolo Valeri (17)